# Lịch sử thuyết tương đối hẹp
Lịch sử của thuyết tương đối hẹp bao gồm rất nhiều kết quả lý thuyết và thực nghiệm do nhiều nhà bác học khám phá như Albert Abraham Michelson, Hendrik Lorentz, Henri Poincaré và nhiều người khác. Nó được trở thành lý thuyết như ngày nay là do đóng góp nổi bật của Albert Einstein và các đóng góp của Max Planck, Hermann Minkowski và nhiều người khác.

## Giới thiệu
Mặc dù Isaac Newton là người đặt nền tảng cho lý thuyết coi không gian và thời gian là tuyệt đối, ông cũng đứng trên nguyên lý tương đối của Galileo Galilei. Nó nói rằng mọi quan sát viên chuyển động đều tương đối với người khác thì sẽ quan sát thấy các định luật vật lý diễn ra như nhau. Trong suốt thế kỷ thứ 19 lý thuyết về ête đã được chấp nhận rộng rãi, hầu hết đều dựa trên quan điểm của James Clerk Maxwell. Theo Maxwell, 'mọi' hiện tượng quang học và điện từ đều lan truyền trong một môi trường gọi là ête. Do vậy dường như có thể xác định được chuyển động 'tuyệt đối' đối với ête và do vậy phủ nhận nguyên lý Galileo.
Do mọi thí nghiệm nhằm xác định sự tồn tại của ête đều thất bại đã đưa Hendrik Lorentz đi đến phát triển lý thuyết ête vào năm 1892, với cơ sở của lý thuyết này là sự bất động của ête và các phép biến đổi Lorentz. Dựa trên lý thuyết ête của Lorentz, năm 1905 Henri Poincaré đưa ra nguyên lý tương đối như là một định luật của tự nhiên, bao hàm cả điện từ và hấp dẫn. Cũng trong năm 1905, Albert Einstein công bố thuyết tương đối đặc biệt (SR) - ông đã giải thích lại một cách căn bản lý thuyết của Lorentz về Điện động lực bằng cách thay đổi các khái niệm không gian và thời gian đồng thời từ bỏ khái niệm ête. Điều này đã mở đường cho thuyết tương đối tổng quát sau này. Các đóng góp của Hermann Minkowski đã đặt nền tảng cho lý thuyết trường tương đối tính.

## Lịch sử ban đầu

### Điện động lực và sự trôi ête

#### Mô hình ête và các phương trình Maxwell
Nhờ vào các đóng góp của Thomas Young (1804) và Augustin-Jean Fresnel (1816) mà người ta cho rằng ánh sáng là sóng ngang lan truyền trong một môi trường đàn hồi gọi là ête. Tuy nhiên, do có sự khác nhau giữa các hiện tượng quang học và điện động lực học nên cần thiết có một mô hình ête cho tất cả các hiện tượng. Mọi cố gắng để thống nhất các mô hình ête lại hoặc có một cách miêu tả cơ học chúng đều bị thất bại. Sau khi xem xét các công việc của nhiều nhà khoa học như Michael Faraday và Lord Kelvin, James Clerk Maxwell (1864) đã phát triển một lý thuyết chính xác về điện từ gồm những phương trình về điện, từ, cảm ứng - gọi là các phương trình Maxwell. Ông khám phá ra ánh sáng là một loại sóng (phát xạ điện từ) - trong cùng một môi trường ête - mà do các hiện tượng điện và từ tạo ra. Tuy nhiên, lý thuyết của Maxwell lại không đúng khi các nguồn sáng di chuyển, và cho dù là một mô hình toán học hoàn thiện, ông cũng không đưa ra một cách miêu tả cơ học đầy đủ cho ête.
J. J. Thomson (1881) nhận ra trong quá trình phát triển lý thuyết Maxwell của ông rằng làm cho các hạt tích điện chuyển động khó hơn so với các hạt không tích điện. Ông cũng nhận xét thấy khối lượng của một vật tăng lên khi vật chuyển động với một lượng không đổi. Các trường tĩnh điện cư xử như thể chúng có thêm một 'khối lượng điện từ' bên cạnh khối lượng tự nhiên (cơ học) của các hạt. Ví dụ, theo Thomson, năng lượng điện từ tương ứng với một khối lượng xác định. Điều này được coi như là một dạng tự cảm của trường điện từ. Công việc của Thomson được tiếp tục và hoàn thiện bởi George FitzGerald, Oliver Heaviside (1888), và George Frederick Charles Searle (1896, 1897). Khối lượng điện từ được cho bởi - theo ký hiệu hiện đại - công thức m = (4/3)E/c2, với m là khối lượng điện từ và E là năng lượng điện từ. Heaviside và Searle cũng nhận ra rằng sự tăng khối lượng của vật không phải là hằng số và nó thay đổi theo vận tốc của vật. Sau đó, Searle cũng chú ý đến những vận tốc siêu ánh sáng là không thể có, do cần có một năng lượng vô hạn để làm cho vận tốc của vật lớn hơn vận tốc ánh sáng. Thêm vào đó Heaviside và Searle xác định được rằng trường tĩnh điện bị co lại theo hướng chuyển động (Heaviside Ellipsoid), dẫn đến những điều kiện vật lý không thể xác định được tại vận tốc ánh sáng.
Sau khi Heinrich Hertz cho thấy sự tồn tại của sóng điện từ vào năm 1887, lý thuyết của Maxwell đã được chấp nhận rộng rãi. Hơn nữa, Heaviside và Hertz đã phát triển lý thuyết và đưa ra dạng hiện đại của các phương trình Maxwell. Các phương trình "Maxwell-Hertz" hay "Heaviside-Hertz" sau đó là cơ sở quan trọng cho sự phát triển sau này của điện động lực học, và các ký hiệu của Heaviside vẫn còn được dùng cho tới ngày nay. Hertz là người cuối cùng theo quan điểm 'thế giới cơ học', theo đó tất cả các quá trình điện từ có thể thu về các tác động cơ học và các tác dụng qua lại giữa các vật. Hertz cũng giả sử, giống như George Gabriel Stokes, rằng ête hoàn toàn bị mang theo bởi các vật thể. Tuy nhiên, vào đầu thế kỉ 20 lý thuyết của ông đã bị bác bỏ và thay thế bời lý thuyết của Hendrik Antoon Lorentz.

#### Tìm kiếm ête
Liên quan đến chuyển động tương đối và ảnh hưởng lẫn nhau của vật chất và ête, có hai lý thuyết được đưa ra: một là của Fresnel, ông đã phát triển lý thuyết ête dừng trong đó ánh sáng lan truyền theo sóng ngang và ête bị kéo theo một phần bởi vật chất với một hệ số xác định. Trên cơ sở những giả định này, Fresnel đã giải thích hiện tượng quang sai và nhiều hiện tượng quang học khác. Lý thuyết thứ hai là của Stokes (1845) cho rằng ête bị kéo theo hoàn toàn bởi vật chất. Trong mô hình của ông ête phải là (gần giống với nhựa thông) rắn đối với các vật chuyển động nhanh và là lỏng đối với các vật chuyển động chậm. Do đó mà Trái Đất có thể chuyển động tự do trong ête, và ête đủ rắn để truyền ánh sáng. Lý thuyết của Fresnel tiên đoán ra hệ số kéo theo được xác nhận bởi thí nghiệm Fizeau năm 1851. Hippolyte Fizeau đã đo tốc độ ánh sáng trong các chất lỏng chuyển động.

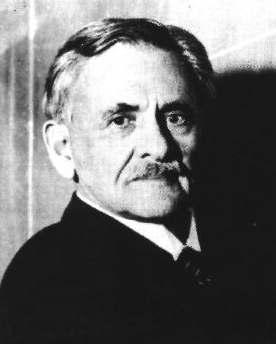
Albert Abraham Michelson

Albert Abraham Michelson (1881) đã cố gắng đo chuyển động tương đối của Trái Đất với ête (gió ête), được xác định trong lý thuyết của Fresnel, bằng cách sử dụng một giao thoa kế. Ông đã không đo được bất kì một chuyển động tương đối nào, nên ông đã giải thích kết quả là sự xác nhận công trình của Stokes. Tuy nhiên, Hendrik Lorentz (1886) đã chỉ ra các tính toán của Michelson là sai và do vậy thí nghiệm chưa thể kết luận được gì. Michelson cũng đã thừa nhận điều này. Ngoài ra, Lorentz cũng chỉ ra sự kéo theo hoàn toàn của ête như trong lý thuyết của Stokes dẫn đến sự tự mâu thuẫn, do vậy ông ủng hộ một lý thuyết ête tương tự lý thuyết của Fresnel. Từ đó, Michelson và Edward Morley (1886) đã làm một thí nghiệm để kiểm tra lý thuyết của Fresnel bằng cách lặp lại thí nghiệm Fizeau. Hệ số kéo theo Fresnel đã được xác nhận một cách chính xác trong thí nghiệm đó, và Michelson đã công nhận lý thuyết ête dừng của Fresnel là đúng. Để làm rõ kết quả, Michelson và Morley (1887) đã lặp lại thí nghiệm một lần nữa. Thí nghiệm nổi tiếng đã không xác định được chuyển động của thiết bị trong ête.
Woldemar Voigt (1887) đã khảo sát hiệu ứng Doppler đối với các sóng truyền trong môi trường đàn hồi không nén được và dẫn ra quan hệ biến đổi, gần tương tự như các phép biến đổi Lorentz. Phép biến đổi gồm nhân tử Lorentz {\displaystyle 1/{\sqrt {1-v^{2}/c^{2}}}} đối với các tọa độ y và z, và một biến thời gian {\displaystyle t'=t-vx/c^{2}} mà sau đó được gọi là "thời gian cục bộ". Phép biến đổi cho thấy phương trình sóng trong không gian trống là không thay đổi, và giải thích kết quả âm trong thí nghiệm Michelson-Morley. Mặt khác, các phương trình không có dạng đối xứng, do vậy vi phạm nguyên lý tương đối. Tuy nhiên, công việc của Voigt đều bị các nhà vật lý thời đó bác bỏ.
George FitzGerald (1889) đã đề nghị một cách giải thích khác cho kết quả âm trong thí nghiệm Michelson-Morley. Ngược hẳn với Voigt, ông suy luận rằng lực giữa các phân tử có thể là nguồn gốc của điện do vậy mọi vật thể sẽ co lại theo hướng chuyển động (sự co độ dài) giống như đã được tính toán bởi Heaviside cho trường tĩnh điện. Tuy nhiên, ý tưởng của FitzGerald vẫn chưa được biết đến rộng rãi và thảo luận về nó cho đến khiOliver Lodge xuất bản bài viết về ý tưởng này vào năm 1892. Lorentz (1892b) cũng đã đưa ra ý tưởng sự co độ dài một cách độc lập với FitzGerald để giải thích thí nghiệm Michelson-Morley. Do lý lẽ hợp lý, Lorentz đã quy sự co ngắn của vật thể tương tự với sự co lại của trường tĩnh điện. Tuy nhiên, chính Lorentz cũng thừa nhận rằng đó chưa phải là lý lẽ xác đáng và sự co độ dài vẫn là một giả thuyết thuần túy ad-hoc.

### Lý thuyết về Electron

#### Lý thuyết Lorentz

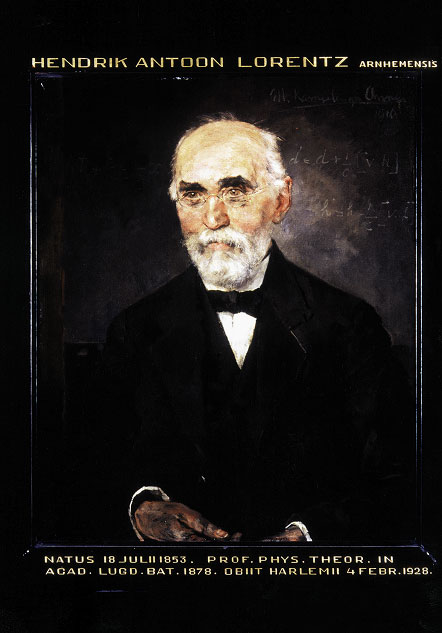
Hendrik Antoon Lorentz

Lorentz (1892a) đặt cơ sở cho lý thuyết ête Lorentz bằng cách giả sử sự tồn tại các electron tách biệt khỏi ête, và thay thế các phương trình "Maxwell-Hertz" bằng các phương trình "Maxwell-Lorentz". Trong mô hình của ông, ête hoàn toàn không chuyển động, và ngược lại với lý thuyết của Fresnel, nó cũng không bị kéo theo từng phần bởi vật chất. Một hệ quả quan trọng của quan điểm này là vận tốc của ánh sáng hoàn toàn độc lập với vận tốc của nguồn sáng. Lorentz không đưa ra quan điểm về bản chất cơ học của ête và các quá trình điện từ, nhưng ngược lại cố gắng giải thích các quá trình cơ học do điện từ đã tạo ra một ête điện từ giả tưởng (an abstract electromagnetic æther). Trong lý thuyết của mình, Lorentz đã tính toán, giống như Heaviside, sự co lại của trường tĩnh điện. Lorentz (1895) cũng đưa ra cái mà ông gọi là "Định lý các trạng thái tương ứng" cho các số hạng có bậc nhất theo v/c. Định lý nói rằng một người quan sát chuyển động (tương đối với ête) trong một trường 'giả' của anh ta sẽ quan sát giống như những người quan sát khác khi đứng yên trong trường 'thật' của anh ta. Một phần quan trọng của định lý là thời gian cục bộ t′ = t − vx/c2, nó sẽ mở đường đến phép biến đổi Lorentz mà ông đã đưa ra độc lập với Voigt. Cùng với khái niệm thời gian cục bộ, Lorentz có thể giải thích hiện tượng quang sai, hiệu ứng Doppler và thí nghiệm của Fizeau. Tuy nhiên, thời gian cục bộ của Lorentz chỉ là một công cụ toán học phụ trợ để làm đơn giản phép biến đổi từ một hệ sang hệ khác - cho đến khi Poincaré (1900) nhận ra rằng "thời gian cục bộ" được biểu lộ thực sử bởi các đồng hồ di chuyển. Lorentz cũng nhận ra là quả thực lý thuyết của ông đã vi phạm nguyên lý tác dụng và phản tác dụng, do ête tác dụng lên vật chất, nhưng vật chất không thể tác dụng lên ête đứng im.
Một mô hình tương tự được nghĩ ra bởi Joseph Larmor (1897, 1900). Larmor là người đầu tiên viết phép biến đổi Lorentz (1895) thành dạng đại số tương đương với phép biến đổi Lorentz hiện đại. Tuy nhiên, ông cho rằng phép biến đổi của ông giữ nguyên dạng của các phương trình Maxwell chỉ đối với bậc hai của v/c. Lorentz sau đó đã chỉ ra rằng những phép biến đổi này quả thực bảo tồn dạng các phương trình Maxwell đối với mọi bậc của v/c. Larmor chú đến sự kiện này, rằng không chỉ sự co ngắn độ dài được dẫn ra từ phép biến đổi, mà ông cũng tính toán ra một vài loại giãn thời gian đối với các quỹ đạo của các electron. Larmor công bố các kết quả của mình vào năm 1900. Độc lập với Larmor, Lorentz (1899) cũng mở rộng phép biến đổi của ông cho các số hạng bậc hai và cũng chú ý đến (về mặt toán học) hiệu ứng giãn thời gian. Sự kết hợp với khẳng định của Thomson là sự phụ thuộc vào vận tốc của khối lượng là rất quan trọng đối với lý thuyết của ông. Lorentz thấy rằng khối lượng không chỉ thay đổi theo vận tốc, mà cũng phụ thuộc vào hướng chuyển động, và ông đưa ra hai loại khối lượng mà Abraham sau đó gọi là khối lượng "dọc" và "ngang". (Khối lượng ngang tương ứng với khái niệm của ngày nay là khối lượng tương đối tính.
Wilhelm Wien (1900) giả sử rằng (theo các công việc của Thomson, Hearviside, and Searle) rằng "toàn bộ" khối lượng có nguồn gốc của điện từ và công thức cho mối liên hệ khối lượng-năng lượng là m = (4/3)E/c2. Công thức này đặt trong trường hợp tất cả các lực trong tự nhiên đều là lực điện từ (quan điểm thế giới Điện từ). Wien cho rằng, nếu chúng ta giả sử lực hấp dẫn cũng là một loại lực từ, thì sẽ phải có một tỷ lệ giữa năng lượng điện từ, khối lượng quán tính, và khối lượng hấp dẫn. Trong một bài báo, Henri Poincaré (1900b) đã tìm ra một cách khác để kết hợp giữa các khái niệm khối lượng và năng lượng. Ông nhận ra rằng năng lượng điện từ cư xử như một chất lỏng lý tưởng với mật độ khối lượng m = E/c2 (or E = mc2) và định nghĩa động lượng của chất điện từ lý tưởng cũng như vậy. Tuy nhiên, ông đã đi đến nghịch lý về phát xạ mà sau đó được giải thích hoàn toàn bởi Einstein vào năm 1905.
Emil Cohn (1900, 1901) đã nghĩ ra một lý thuyết Điện động lực khác mà trong lý thuyết này ông cũng từ bỏ sự tồn tại của ête và sử dụng, giống như Ernst Mach, các ngôi sao cố định như là một hệ quy chiếu. Do những mâu thuẫn nội tại (như vận tốc ánh sáng khác nhau theo các phương khác nhau), lý thuyết của ông đã bị thay thế bởi lý thuyết của Lorentz và Einstein.

#### Động lực học Electron
Walter Kaufmann (1901) là người đầu tiên xác nhận khối lượng điện từ phụ thuộc vào vận tốc bằng cách phân tích tỉ số e/m (trong đó e là điện tích và m là khối lượng) của tia cathode. Ông tìm thấy giá trị e/m giảm theo vận tốc, cho thấy nếu điện tích là hằng số thì khối lượng của electron tăng lên cùng với vận tốc tăng. Ông cũng tin rằng, những thí nghiệm với tia cathode cũng xác nhận điều giả sử của Wien, là không có khối lượng cơ học "thật", mà chỉ có khối lượng điện từ "trong suốt"(apparent), hay theo nghĩa khác khối lượng của mọi vật thể đều có nguồn gốc điện từ.
Max Abraham (1902, 1903), người ủng hộ quan điểm thế giới điện từ, ngay lập tức đề nghị một cách giải thích các thí nghiệm của Kaufmann bằng cách dẫn ra một biểu thức cho khối lượng điện từ. Như Lorentz năm 1899, ông cũng thấy khối lượng cũng phụ thuộc vào hướng chuyển động và đặt tên cho chúng là khối lượng dọc và khối lượng ngang. Nhưng trái ngược với Lorentz, ông không tin giả thuyết co ngắn độ dài, do vậy biểu thức khối lượng khác với biểu thức của Lorentz. Mặc dù vậy, thí nghiệm của Kaufmann không đủ chính xác để phân biệt giữa lý thuyết của Lorentz và Abraham. Đi theo con đường của Poincaré, Abraham đưa ra khái niệm "Động lượng Điện từ" mà nó tỷ lệ với E/c2. Nhưng trái với Poincaré, ông xem nó như là một thực thể vật lý "thực".

### Nguyên lý tương đối và vận tốc ánh sáng

#### Không gian và thời gian tuyệt đối
Một số nhà khoa học bắt đầu phê bình định nghĩa của Newton về không gian và thời gian tuyệt đối. Ví dụ, Carl Neumann (1870) đưa ra "vật thể alpha" mà được biểu diễn bởi sự sắp xếp một số vật rắn và cố định chúng để xác định chuyển động quán tính. Ernst Mach (1883) cho rằng không gian và thời gian tuyệt đối là vô nghĩa và chỉ có chuyển động tương đối mới có ý nghĩa. Ông cũng nói rằng thậm chí chuyển động có gia tốc nhe chuyển động quay có thể liên quan đến các ngôi sao cố định mà không cần sử dụng tới không gian tuyệt đối của Newton. Trên cơ sở định nghĩa của Neumann, Heinrich Streintz (1883) tranh luận rằng nếu một con quay không đo bất kì dấu hiệu của sự quay nào, thì ta có thể nói chuyển động quán tính liên quan đến một "vật cơ sở" và một "hệ quy chiếu cơ sở". Thậm chí, Ludwig Lange (1885) là người đầu tiên đưa ra cụm từ "hệ quy chiếu quán tính", và "thang thời gian quán tính" như là một cách để thay thế không gian và thời gian tuyệt đối, bằng định nghĩa " một hệ quy chiếu mà một hòn đá (a mass point) được ném đi từ cùng một điểm theo ba hướng khác nhau (không đồng phẳng), mỗi lần ném nó đi theo các đường thẳng, được gọi là một hệ quy chiếu quán tính ".
Cũng có những nỗ lực để sử dụng thời gian là một chiều thứ tư. Điều này được đề cập vào đầu năm 1754 bởi Jean le Rond d'Alembert trong Encyclopédie, và sau đó được một số tác giả đề cập vào thế kỷ thứ 19 như H. G. Wells trong cuốn tiểu thuyết Cỗ máy thời gian (The Time Machine) (1895). Năm 1901 một mô hình triết học được đưa ra bởi Menyhért Palágyi, trong đó không gian và thời gian chỉ là hai mặt của một thứ gọi là "không thời gian". Ông sử dụng thời gian như là một chiều tưởng tượng thứ tư, mà ông viết dưới dạng it (với i = √−1). Tuy nhiên, tọa độ thời gian của Palágyi không liên hệ với vận tốc ánh sáng như trong lý thuyết của Lorentz. Ông cũng phủ nhận bất kỳ sự liên kết nào với các không gian n-chiều và hình học phi Euclid và do vậy phủ nhận hình thức luận không-thời gian của Einstein và Minkowski - cho nên chủ nghĩa phê bình của Palagyi được xem là sai lầm và mô hình của ông ít dính dáng đến thuyết tương đối đặc biệt của Einstein.

#### Nguyên lý của chuyển động tương đối và sự đồng bộ hóa thời gian

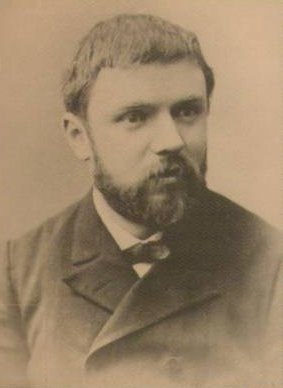
Henri Poincaré

Trong nửa cuối thế kỷ 19, đã có nhiều nỗ lực để phát triển mạng lưới đồng hồ được đồng bộ bởi các tín hiệu điện. Trong hoàn cảnh đó, vận tốc lan truyền hữu hạn của ánh sáng đã được xét đến. Henri Poincaré (1898) trong bài báo "Sự đo thời gian" đã liệt kê một số hệ quả quan trọng trong quá trình này và giải thích rằng các nhà thiên văn học, trong quá trình xác định vận tốc của ánh sáng, chỉ đơn giản là giả sử ánh sáng có vận tốc hữu hạn, vận tốc này như nhau theo mọi hướng. Không có tiên đề này, sẽ không thể đo được vận tốc ánh sáng nhờ các quan sát thiên văn, như Ole Rømer đã làm khi quan sát các vệ tinh của Mộc tinh. Poincaré cũng nhấn mạnh rằng vận tốc lan truyền ánh sáng có thể (trong thực hành) được dùng để xác định tính đồng thời giữa các sự kiện trong không gian. Ông kết luận rằng: "Tính đồng thời của hai sự kiện, hoặc thứ tự xảy ra hai sự kiện, sự bằng nhau của hai thời khoảng, nên được xác định sao cho nội dung của các định luật trong tự nhiên (enunciation of the natural laws) càng đơn giản càng tốt. Nói theo cách khac, tất cả những quy tắc này, những định nghĩa này sẽ chỉ là động cơ cho những suy nghĩ vô thức của chủ nghĩa hội (are only the fruit of an unconscious opportunism)."
Poincaré (1895, 1900a) tranh luận về các thí nghiệm như của Michelson-Morley cho thấy không thể xác định được chuyển động tuyệt đối của vật chất hoặc của vật chất với ête. Ông gọi điều này là "nguyên lý của chuyển động tương đối". Trong cùng năm này, ông giải thích thời gian cục bộ của Lorentz như là kết quả của thủ tục đồng bộ hóa trên cơ sở các tín hiệu ánh sáng. Ông giả sử rằng có hai người quan sát A và B, đang chuyển động trong ête, đồng bộ đồng hồ của họ bằng các tín hiệu ánh sáng. Do họ tin rằng khi đứng yên, họ chỉ cần xét đến thời gian truyền của các tín hiệu và tham khảo chéo nhau (cross-reference) các quan sát của họ để kiểm tra xem đồng hồ của họ có được đồng bộ. Tuy nhiên, từ quan điểm của một quan sát viên đứng im trong ête, đồng hồ của họ lại không đồng bộ với nhau và chỉ thời gian cục bộ t′ = t − vx/c2. Nhưng do người chuyển động không biết gì về chuyển động của họ, họ không nhận ra điều này. Vì vậy ngược với Lorentz, Poincaré định nghĩa thời gian cục bộ có thể được đo và biểu thị bởi các đồng hồ.
Khi đề cử Lorentz cho giải Nobel năm 1902, Poincaré bảo vệ rằng Lorentz đã giải thích một cách thuyết phục kết quả âm của thí nghiệm xác định sự trôi ête bằng cách đưa ra khái niệm "thời gian rút ngắn (diminished time)", ví như hai sự kiện tại hai nơi khác nhau có thể diễn ra một cách đồng thời, mặc dù chúng không đồng thời trong thực tại. Trong cùng năm, ông xuất bản quyển sách về triết học và phổ biến khoa học "La Science et l'Hypothèse" (Khoa học và các giả thiết) trong đó có:
- Sự đánh giá trên quan điểm triết học về tính tương đối của không gian, thời gian và sự đồng thời
- Quan điểm rằng không bao giờ xác định được sự vi phạm Nguyên lý Tương đối
- Khả năng không tồn tại ête, và những ủng hộ liên quan đến nó
- Nhiều chú ý về hình học phi Euclid.

Giống như Poincaré, Alfred Bucherer (1903) tin tưởng vào nguyên lý tương đối đúng trong phạm vi của điện động lực học. Ngược với Poincaré ông cho rằng điều này hàm ý sự không tồn tại của ête. Mặc dù vậy, lý thuyết do Bucherer đưa ra năm 1906 là không đúng và tự mâu thuẫn.Và mọi dạng không thời gian tương đối tính đều không có trong lý thuyết này.

#### Mô hình của Lorentz 1904
Trong bài báo "Electromagnetic phenomena in a system moving with any velocity smaller than that of light" (Các hiện tượng điện từ trong một hệ chuyển động với vận tốc nhỏ hơn vận tốc ánh sáng), Lorentz (1904) đã đi theo các đề nghị của Poincaré và cố gắng tạo ra một công thức của Điện động lực học, mà giải thích được các kết quả (âm) trong thí nghiệm xác định sự trôi của ête, và chứa đựng được nguyên lý tương đối. Ông cố gắng chứng minh sự đúng đắn của phép biến đổi Lorentz đối với mọi bậc, mặc dù ông đã không thành công hoàn toàn. Như Wien và Abraham, ông lý luận rằng chỉ tồn tại duy nhất các khối lượng điện từ, không có khối lượng cơ học, và tìm ra biểu thức đúng cho khối lượng dọc và khối lượng ngang. Và sử dụng động lượng điện từ, ông có thể giải thích được kết quả âm trong thí nghiệm Trouton-Noble, trong đó một tụ điện tích điện chuyển động trong ête sẽ tự hướng vuông góc với hướng chuyển động. Một bước quan trọng khác là ông đưa ra ý tưởng các phép biến đổi của mình cũng phải phù hợp với các lực phi điện.
Wien (1903) nhận ra một hệ quả quan trọng là vận tốc phụ thuộc vào khối lượng. Ông lý luận rằng những vận tốc siêu ánh sáng là không thể, bởi vì điều này đòi hỏi một năng lượng vô hạn-nó cũng đã được chú ý bởi Searle (1897). Vào tháng 6 năm 1904, sau khi ông đọc bài báo của Lorentz viết năm 1904, ông chú ý tới sự liên hệ giống nhau giữa sự co độ dài và vận tốc siêu ánh sáng vì tại vận tốc này hệ số √1-v²/c² trở thành ảo.
Abraham (1904) chứng minh một sai sót trong lý thuyết của Lorentz. Một mặt lý thuyết tuân theo nguyên lý tương đối, mặt khác lý thuyết giả sử rằng mọi lực đều có nguồn gốc điện từ. Abraham chỉ ra: cả hai giả sử trên không phù hợp với nhau. Do trong lý thuyết Lorentz về sự co của electron, các lực phi điện là cần thiết để giữ cho vật chất được ổn định. Nhưng trong lý thuyết của Abraham về các electron rắn, không cần lực nào cả. Từ đó xuất hiện câu hỏi liệu khái niệm về Thế giới Điện từ (tương thích trong thuyết của Abraham) là đúng hay Nguyên lý Tương đối (tương thích với thuyết của Lorentz) là đúng.
Trong một bài giảng vào tháng 9 năm 1904 tại St. Louis với tiêu đề "Các nguyên lý toán học trong vật lý" (The Principles of Mathematical Physics) Poincaré định nghĩa (với sự thay đổi Nguyên lý tương đối của Galileo và Định lý trạng thái tương ứng của Lorentz) như sau:
"Nguyên lý tương đối tính, theo đó các định luật vật lý phải giống nhau đối với người quan sát đứng yên cũng như đối với người chuyển động thẳng đều, do vậy chúng ta không có một cách nào, một thứ nào, để có thể xác định được chúng ta đang chuyển động thẳng đều hay đứng im." Ông cũng nhấn mạnh vào phương pháp đồng bộ hóa thời gian và diễn giải khả năng có một "phương pháp mới" hay "cơ học mới", trong đó không vận tốc nào có thể vượt qua được vận tốc ánh sáng đối với "mọi" người quan sát. Tuy nhiên, ông cũng phê phán rằng Nguyên lý Tương đối, Định luật tác dụng và phản tác dụng Newton, Định luật bảo toàn khối lượng, và Định luật bảo toàn năng lượng chưa được khám phá đầy đủ và thậm chí có thể không còn đúng trong một số thí nghiệm.
Cohn (1904) khám phá ra một số hàm ý vật lý quan trọng trong các phép biến đổi Lorentz. Nếu các thước thẳng và đồng hồ đứng yên so với ête trong lý thuyết của Lorentz, thì chúng cho biết đúng độ dài và đúng thời gian. Và nếu chúng chuyển động, chúng chỉ các giá trị bị co và bị giãn. Cohn cũng có ý kiến ngược với Lorentz và Poincaré là sự tách biệt giữa các tọa độ "thực" và "ảo" chỉ là nhân tạo, bởi vì không thí nghiệm nào có thể phân biệt được chúng, ít nhất trong phạm vi lý thuyết Lorentz. Do vậy, Cohn tin rằng các đại lượng trong phép biến đổi Lorentz chỉ đúng đối với các hiện tượng quang học, ngoài ra các đồng hồ cơ học cũng cho biết thời gian thực.
Friedrich Hasenöhrl (1904) đề nghị rằng một phần khối lượng của vật thể (gọi là khối lượng biểu kiến) có thể nghĩ như là bức xạ phản xạ tới lui trong một cái hốc. Khối lượng biểu kiến của bức xạ phụ thuộc vào nhiệt độ (bởi vì mỗi vật nóng đều phát ra bức xạ) và tỉ lệ với năng lượng của nó. Ông kết luận rằng m = (8/3)E/c2. Hasenöhrl cũng nói rằng mối liên quan năng lượng và khối lượng biểu kiến này chỉ có khi một vật thể phát xạ và nhiệt độ của vật thể lớn hơn 0K. Tuy nhiên, chính Hasenöhrl và Abraham vào năm 1905 đã thay đổi kết quả thành m = (4/3)E/c2, giống với giá trị cho khối lượng điện từ khi vật thể đứng yên.

#### Động lực học Electron của Poincaré
Vào ngày 5 tháng 6 năm 1905, Henri Poincaré đã đưa ra giản lược công việc ông thực hiện là sửa đổi những lỗ hổng trong lý thuyết của Lorentz.(Bài báo ngắn này chứa kết quả của một việc nghiên cứu hoàn thiện hơn mà được xuất bản vào tháng 1 năm 1906). Ông chỉ ra rằng các phương trình Lorentz về Điện động lực là chưa hoàn toàn hiệp biến-Lorentz (not fully Lorentz-covariant). Từ đó ông chỉ ra đặc trưng của nhóm các phép biến đổi này, và ông đã sửa lại cho đúng các công thức Lorentz cho biến đổi của mật độ điện tích và mật độ dòng(trong đó ẩn chứa tính tương đối hay gọi là công thức cộng vận tốc, sau đó ông gửi chi tiết công việc nghiên cứu này trong một lá thư đến Lorentz vào tháng 5). Poincaré là người đầu tiên sử dụng tên gọi "phép biến đổi Lorentz", và viết ra dạng đối xứng mà nó được sử dụng như ngày nay. Ông đưa ra khái niệm lực liên kết phi điện (ứng suất Poincaré) để đảm bảo sự ổn định của các electron trong nguyên tử và giải thích sự co độ dài. Ông cũng phác thảo ra mô hình bất biến Lorentz cho hấp dẫn (bao gồm sóng hấp dẫn) bằng cách mở rộng phạm vi ảnh hưởng của bất biến Lorentz cho các lực phi điện.
Thậm chí Poincaré (độc lập với Einstein) đã hoàn thành cơ bản công việc nghiên cứu mở rộng trong một bài báo của ông vào tháng 6 (bài báo Palermo, nhận được 23 tháng 6, in 14 tháng 12, và phát hành tháng 1 năm 1906). Ông nói theo nghĩa đen về "tiên đề tương đối tính". Ông chỉ ra rằng các phép biến đổi là hệ quả của nguyên lý tác dụng tối thiểu và phát triển các tính chất của ứng suất Poincaré. Ông diễn giải chi tiết các đặc trưng nhóm của các phép biến đổi, mà ông gọi là nhóm Lorentz, và ông kết luận biểu thức x2 + y2 + z2 − c2t2 là bất biến. Trong khi đi sâu vào lý thuyết hấp dẫn của mình, ông nói rằng các phép biến đổi Lorentz chẳng qua chính là phép quay xung quanh tâm trong không gian bốn chiều, bằng cách đưa ra ct√−1 là tọa độ tưởng tượng thứ tư (ngược với Palagyi, ông thêm vào vận tốc ánh sáng), và ông sử dụng dạng ban đầu của bốn-vector. Ông viết rằng sự khám phá ra các tia cathode - magneto của Paul Ulrich Villard (1904) dường như làm sụp đổ toàn bộ lý thuyết Lorentz song vấn đề này có thể nhanh chóng được giải quyết. Tuy nhiên, trên quan điểm triết học thì ông từ bỏ khái niệm không gian và thời gian tuyệt đối; nhưng trong bài báo vật lý của ông, ông tiếp tục xét đến sự có mặt của một ête ẩn. Ông cũng liên tục miêu tả (1900b, 1904, 1906, 1908b) các tọa độ và hiện tượng như cục bộ/biểu kiến (đối với quan sát viên chuyển động) và đúng/thực (true/real) (đối với quan sát viên đứng im trong ête). Do vậy với một vài ngoại lệ  hầu hết các nhà lịch sử khoa học đều cho rằng Poincaré không phát minh ra thuyết mà ngày nay gọi là thuyết tương đối đặc biệt, mặc dù cũng phải thừa nhận Poincaré chưa đọc trước các phương pháp và khái niệm của Einstein.

## Thuyết tương đối đặc biệt

### Einstein 1905

#### Điện động lực học của các vật thể chuyển động

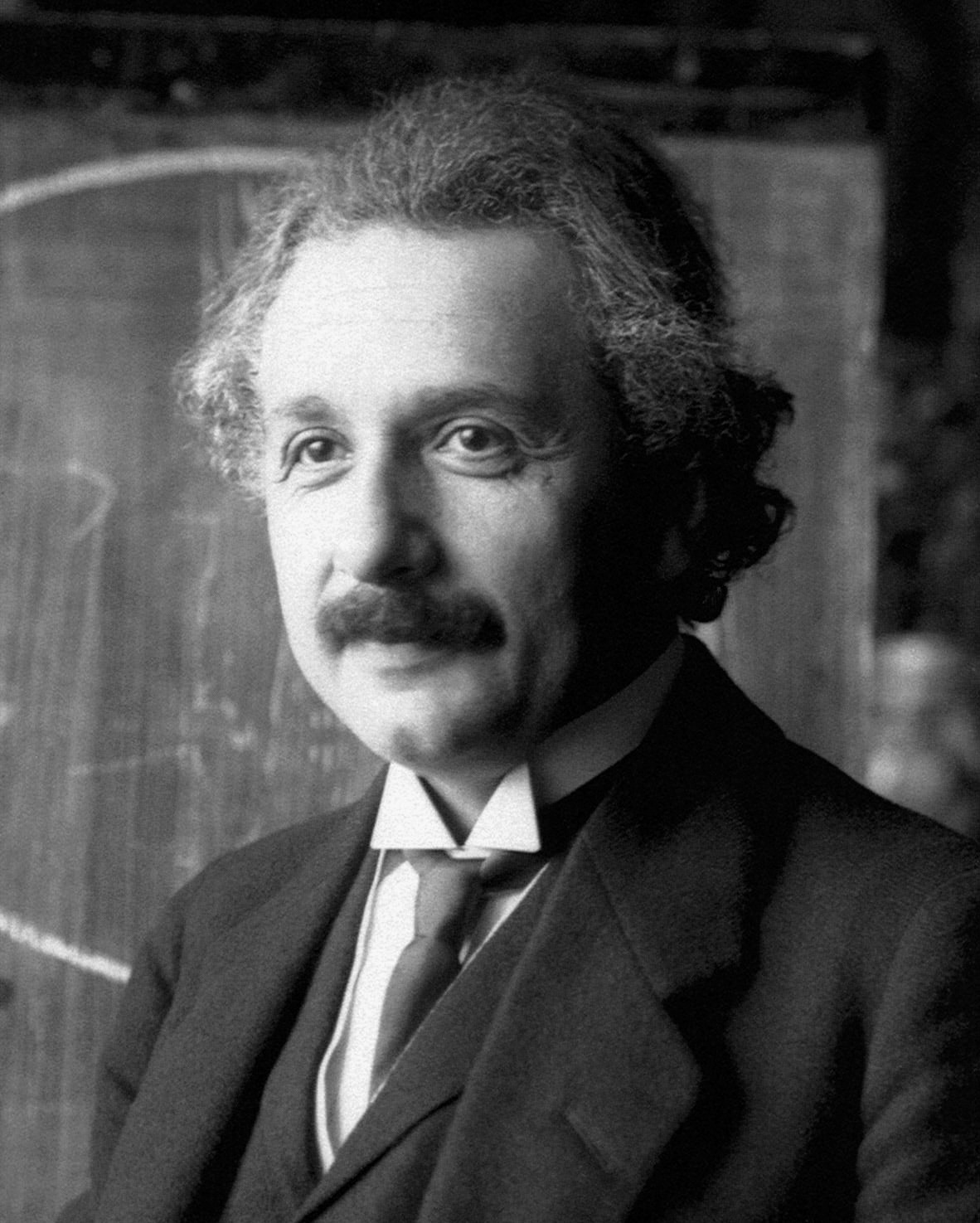
Albert Einstein, 1921

Vào tháng 9 năm 1905 (năm kỳ diệu) (nhận được 30 tháng 6), Albert Einstein phát hành bài báo viết về cái mà ngày nay gọi là Thuyết tương đối đặc biệt. Bài báo của Einstein bao gồm một định nghĩa cơ sở mới về không gian và thời gian (tất cả các tọa độ thời gian và không gian trong mọi hệ quy chiếu đều như nhau, do vậy không còn thời gian "thực" hay "biểu kiến") và từ bỏ khái niệm ête.
Do sử dụng phương pháp tiên đề, nên Einstein đã có thể dẫn ra mọi kết quả của các bậc tiền bối - và thêm vào đó là các công thức cho hiệu ứng Doppler tương đối tính và quang sai tương đối tính - chỉ trong vài trang giấy, trong khi những nhà khoa học trước ông phải mất nhiều năm với công việc phức tạp để đến được cùng một dạng toán học của lý thuyết. Einstein sử dụng hai nguyên lý cơ sở, Nguyên lý Tương đối và Nguyên lý về vận tốc hằng số của ánh sáng, tương ứng để giải thích lý thuyết điện từ của Maxwell và sự không tồn tại của ête, nhưng cũng không đối nghịch với sự công nhận rộng rãi về kết quả âm trong thí nghiệm Michelson-Morley. Kết hợp với nhau (cùng với vài giả sử ngầm khác như tính đồng nhất và đẳng hướng của không gian), hai nguyên lý trên đã dẫn đến dạng toán học duy nhất của điện động lực học Lorentz và thuyết tương đối hẹp.Lorentz và Poincaré cũng đã cần sử dụng các nguyên lý này để hoàn thiện các kết quả của họ, nhưng họ không nhận ra chỉ chúng cũng là đủ.
Có một điểm đáng chú ý là bài báo của Einstein không ghi bất kì sự tham khảo nào ở các bài báo khác. Tuy nhiên, nhiều nhà lịch sử khoa học như Holton, Miller, Stachel, đã cố gắng tìm hiểu những người có khả năng ảnh hưởng đến Einstein. Chính Einstein nói là những suy nghĩ của ông bị ảnh hưởng bởi các nhà triết học David Hume và Ernst Mach. Về Nguyên lý tương đối, rất có thể vấn đề di chuyển nam châm và vòng dây dẫn (có lẽ sau khi đọc cuốn sách của August Föppl) và các thí nghiệm nhằm xác định sự trôi của ête là quan trọng đối với Einstein để ông chấp nhận nguyên lý này-nhưng ông không chịu ảnh hưởng gì từ thí nghiệm nổi tiếng Michelson-Morley. Một khả năng khác là từ cuốn Science and Hypothesis của Poincaré trong đó có miêu tả Nguyên lý tương đối và Einstein đã đọc năm 1904, và bức thư của Abraham, trong đó ông mượn các thuật ngữ "phương trình Maxwell-Hertz" và "khối lượng ngang và dọc".
Xem xét quan điểm của ông về Điện động lực học và Nguyên lý hằng số vận tốc ánh sáng, Einstein tự ông cho là lý thuyết của Lorentz năm 1895 (hoặc điện động lực Maxwell-Lorentz) và thí nghiệm Fizeau có ảnh hưởng đáng kể đến suy nghĩ của ông. Ông nói vào các năm 1909 và 1912 rằng ông đã mượn nguyên lý này từ lý thuyết ête tĩnh của Lorentz (hàm ý sự đúng đắn của các phương trình Maxwell và vận tốc ánh sáng không đổi trong môi trường ête), nhưng ông nhận ra là nguyên lý này cùng với nguyên lý tương đối làm cho không cần có ête nữa. Như ông viết vào năm 1907 và ở các bài viết sau, sự mâu thuẫn biểu hiện giữa những nguyên lý này có thể khắc phục nếu chúng ta chấp nhận là thời gian cục bộ của Lorentz không phải là một đại lượng phụ, mà chỉ đơn giản coi nó là thời gian và liên quan đến tín hiệu vận tốc (signal velocity). Trước Einstein, Poincaré cũng phát triển cách giải thích vật lý tương tự về thời gian cục bộ và chú ý đến sự liên hệ với tín hiệu vận tốc, nhưng ngược với Einstein ông vẫn coi các đồng hồ trong ête chỉ thời gian đúng (true), và các đồng hồ chuyển động chỉ thời gian biểu kiến (apparent). Thậm chí, năm 1953 Einstein miêu tả ưu điểm của lý thuyết (mặc dù Poincaré đã từng nói vào năm 1905 là bất biến Lorentz là điều kiện tổng quát cho bất kỳ một lý thuyết vật lý nào):
| “ | Sẽ không có sự nghi ngờ về lý thuyết tương đối đặc biệt, nếu chúng ta xem lại sự phát triển của nó trong quá khứ, được hoàn thiện vào năm 1905. Lorentz đã được công nhận bằng các phép biến đổi mang tên ông là cơ bản cho việc phân tích các phương trình Maxwell, và Poincaré còn có cái nhìn sâu xa hơn nữa. Về phía tôi, tôi chỉ biết đến các nghiên cứu quan trọng của Lorentz trong năm 1895 [...] còn các nghiên cứu sau của ông thì không, cũng như các nghiên cứu liên tục của Poincaré. Và vì vậy các nghiên cứu của tôi năm 1905 là độc lập. [..] Một đặc điểm mới của việc này là thực hiện một thực tế là phải làm cho biến đổi Lorentz bao trùm lên sự liên hệ của nó với các phương trình Maxell và đề cập đến bản chất của không gian và thời gian nói chung. Một kết quả mới hơn đó là "bất biến Lorentz" là điều kiện chung cho bất kỳ một lý thuyết vật lý nào. Điều này đối với tôi là đặc biệt quan trọng bởi vì tôi đã tìm thấy trước đây là lý thuyết của Maxwell không kể sự phát xạ của cấu trúc vi mô và do vậy có thể không có hiệu lực chung. | ” |

#### Sự tương đương khối lượng-năng lượng
Trong bài báo về điện động lực, Einstein có viết công thức tính động năng của electron:
{\displaystyle E_{kin}=mc^{2}\left({\frac {1}{\sqrt {1-{\frac {v^{2}}{c^{2}}}}}}-1\right)}
(công thức tương tự đã được sử dụng trước Einstein bởi Wien, Poincaré, Abraham, Lorentz, và Hasenöhrl). Trong bài báo của ông "Quán tính của một vật có phụ thuộc vào năng lượng trong nó?" (Ist die Trägheit eines Körpers von dessen Energieinhalt abhängig?) trên tạp chí Annalen der Physik tháng 9 năm 1905 đã đưa Einstein theo hướng tiếp cận này và giải quyết được nghịch lý bức xạ của Poincaré (1900), bằng cách năng lượng truyền đi từ một vật sẽ làm mất khối lượng vật đó và ngược lại, điều này dẫn đến sự tương đương năng lượng - khối lượng theo công thức {\displaystyle E=mc^{2}\ } führt.. Thomson, Poincaré, Hasenöhrl cũng đã viết đúng công thức tương tự cho "khối lượng điện từ", mặc dù vậy sự quan trọng của công thức này chưa được hiểu hoàn toàn. Einstein đã chỉ ra sự liên hệ sâu sắc giữa nguyên lý tương đương khối lượng-năng lượng và nguyên lý tương đối, và các hệ quả của chúng, hơn thế nữa đó là trả lời được câu hỏi liệu khối lượng điện từ có nguồn gốc hay không.

### Sự chấp nhận ban đầu

#### Những đánh giá đầu tiên
Walter Kaufmann (1905, 1906) có lẽ là người đầu tiên tham khảo các nghiên cứu của Einstein. Ông đã so sánh lý thuyết của Lorentz với của Einstein, và tuy ông nhận xét là phương pháp của Einstein hay hơn, nhưng ông cũng chú ý quan sát sự tương đương giữa hai lý thuyết. Do vậy, ông gọi nguyên lý tương đối là "tiên đề cơ bản Lorentz-Einstein". Tiếp theo năm 1906a, Max Planck xuất bản bài báo đầu tiên của ông về chủ đề này, trong đó ông giải thích là nguyên lý tương đối được đưa ra bởi Lorentz và "một dạng tổng quát hơn" là của Einstein. Trong một nghiên cứu khác (1906b) Planck sử dụng các thuật ngữ "lý thuyết tương đối Lorentz-Einstein" và "lý thuyết tương đối" khác hẳn do với thuật ngữ "lý thuyết cầu" (Kugeltheorie) của Abraham. Sau đó, trong nghiên cứu của Alfred Bucherer, ông đã đổi thành "lý thuyết tương đối (của Einstein)". Nhiều người (bao gồm cả Einstein) thường sử dụng tên gọi "nguyên lý tương đối" cho phương pháp mới. Sau này nhiều nhà vật lý đã sử dụng luân phiên các thuật ngữ này trong nhiều năm.

#### Các thí nghiệm Kaufmann-Bucherer
Kaufmann (1905, 1906) đã thông báo kết quả của một thí nghiệm mới nhằm xác định tỉ số giữa điện tích và khối lượng, hay là khối lượng phụ thuộc vào vận tốc. Chúng có kết quả là, theo ý kiến của Kaufmann, phủ nhận hoàn toàn nguyên lý tương đối và lý thuyết Lorentz-Einstein đồng thời lại xác nhận lý thuyết của Abraham. Trong nhiều năm, thí nghiệm này là một đối tượng cản trở lớn đối với thuyết tương đối đặc biệt, cho dù Planck và Adolf Bestelmeyer đã có những phê bình về thí nghiệm này. Năm 1908, Alfred Bucherer dẫn đầu một nhóm thực hiện một thí nghiệm mới, thí nghiệm này đã công nhận lý thuyết tương đối và phủ nhận thuyết của Abraham, mặc dù vẫn còn những câu hỏi mở. Thí nghiệm năm 1914 của Neumann và những người khác để kiểm tra sự phụ thuộc vận tốc-khối lượng cũng đã ủng hộ lý thuyết của Lorentz-Einstein. Tuy vậy, sau đó có người chỉ ra là các thí nghiệm Kaufmann-Bucherer-Neumann chỉ cho biết phần khối lượng tăng lên của electron chuyển động, nhưng nó không đủ chính xác để phân biệt giữa mô hình của Lorentz-Einstein và của Abraham. Cho đến tận năm 1940, khi các thí nghiệm được lặp lại với độ chính xác cao hơn đã công nhận lý thuyết của Lorentz-Einstein.

#### Động lượng và khối lượng tương đối tính

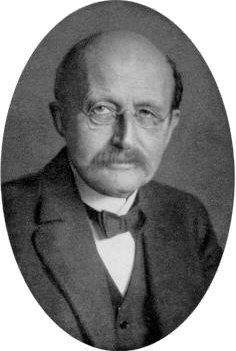
Max Planck

Planck (1906a) đã định nghĩa động lượng tương đối tính và đưa ra giá trị đúng cho khối lượng dọc và ngang bằng cách sửa đổi lỗi nhỏ trong công thức Einstein viết năm 1905 và chỉ ra lỗi của Lorentz (1899) giống với lỗi của Einstein. Công việc của Planck đã được phát triển lên bởi Gilbert Newton Lewis và Richard C. Tolman (1908, 1909) bằng định nghĩa khối lượng tương đối tính là tỉ số của động lượng với vận tốc. Do đó những định nghĩa về khối lượng dọc và ngang (trong đó khối lượng được định nghĩa bằng tỉ số của lực trên gia tốc) trở nên không cần thiết nữa. Cuối cùng, Tolman (1912) đã giải thích khối lượng tương đối tính đơn giản chỉ là "khối lượng" của vật thể. Và nhiều giáo trình hiện đại về thuyết tương đối đã không sử dụng khái niệm khối lượng tương đối tính nữa, và khối lượng trở thành một đại lượng bất biến.

#### Khối lượng và năng lượng
Einstein (1906) cho thấy năng lượng quán tính (sự tương đương khối lượng-năng lượng) là điều kiện cần và đủ của định luật bảo toàn khối tâm. Ông cũng chỉ ra và giải thích nội dung trong bài báo của Poincaré về khối tâm (1900b) và bài báo của ông là tương tự nhau, mặc dù cách giải thích vật lý là khác nhau theo ngôn ngữ tương đối tính. Kurd von Mosengeil đã mở rộng những tính toán của Hasenohrl về bức xạ vật đen trong hốc bao gồm cả thuyết tương đối Einstein, và đặt nền tảng cho nhiệt động học tương đối tính. Dựa vào công trình của Mosengeil, Planck (1907) đã dẫn ra sự tương đương khối lượng-năng lượng của bức xạ vật đen có tính đến các lực ẩn trong vật chất, nhưng ông nói rằng cách tiếp cận của ông tổng quát hơn của Einstein.

#### Các thí nghiệm của Fizeau và Sagnac
Năm 1895 Lorentz đã tìm ra hệ số cản Fresnel (đối với bậc nhất của v/c) và giải thích thí nghiệm Fizeau bằng sử dụng thuyết điện từ và khái niệm thời gian cục bộ. Sau những cố gắng đầu tiên của Jakob Laub (1907) để thiết lập " quang học của các vật thể chuyển động" tương đối tính, năm 1907 Max von Laue đã tìm ra hệ số cho biểu thức đối với mọi bậc bằng cách sử dụng trường hợp cộng tuyến trong định luật cộng vận tốc tương đối tính. Thêm vào đó, các tính toán của Laue đơn giản hơn phương pháp tính toán của Lorentz.
Năm 1911 Laue cũng thảo luận về tính huống trong một căn phòng có một tia sáng được tách ra và hai tia này được hướng theo hướng ngược nhau. Tại điểm gặp nhau của hai tia trong phòng sẽ nhận được phần giao thoa của chúng. Trong trường hợp căn phòng quay, Laue tính toán ra sự dịch chuyển của phần giao thoa này bởi vì vận tốc của ánh sáng là độc lập với vận tốc của nguồn và một tia có đường đi ngắn hơn so với tia kia. Sau đó năm 1913 Georges Sagnac đã thực hiện thí nghiệm này và đo được sự dịch chuyển của phần giao thoa đó (gọi là hiệu ứng Sagnac). Sagnac nhận xét rằng thí nghiệm của ông đã xác nhận lý thuyết ête dừng, nhưng các tính toán của Laue sau đó cũng chỉ ra nó phù hợp với thuyết tương đối hẹp vì trong cả hai lý thuyết vận tốc của ánh sáng độc lập với vận tốc của nguồn. Hiệu ứng này có thể hiểu dao động điện từ trong quá trình quay cơ học, tương tự với con lắc Foucault [Cũng trong năm 1912, Franz Harress cũng đã thực hiện một thí nghiệm kết hợp các thí nghiệm của Fizeau và Sagnac. Ông cố gắng đo hệ số cản trong môi trường kính, và ông sử dụng một thiết bị quay để đo được hiệu ứng Sagnac. Tuy nhiên Harress không hiểu được ý nghĩa của kết quả thí nghiệm, và Laue đã giải thích bằng lý thuyết rằng thí nghiệm của Harress có cùng kết quả với thí nghiệm của Sagnac.] Cuối cùng, thí nghiệm Michelson–Gale–Pearson (năm 1925, một phiên bản khác của thí nghiệm Sagnac) cho thấy vận tốc góc của Trái Đất tự nó phù hợp với thuyết tương đối đặc biệt và ête dừng.

#### Lý thuyết phát xạ ánh sáng
Walter Ritz (1908) và những người khác đã phác thảo một lý thuyết phát xạ, trong đó vận tốc ánh sáng trong mọi hệ quy chiếu chỉ là hằng số đối với nguồn phát xạ (nhưng không là hằng số đối với ête), và ông sử dụng công thức biến đổi Galileo thay vì phép biến đổi Lorentz (ví dụ trong hệ quy chiếu nguồn phát xạ di chuyển với vận tốc ± v, thì vận tốc lan truyền ánh sáng bằng c ± v). Trước 1905, Einstein trong một thời gian ngắn đã xem xét đến giả thuyết này. Mặc dù lý thuyết này tuân theo nguyên lý tương đối nhưng nó lại vi phạm vào vận tốc ánh sáng là hằng số, nó giải thích thí nghiệm Michelson-Morley. Cho nên thí nghiệm không thể xem là bằng chứng trực tiếp chứng minh vận tốc ánh sáng là hằng số trong mọi hệ quy chiếu. Tuy nhiên, lý thuyết tương đối đặc biệt đã cung cấp một lời giải thích hay hơn lý thuyết của Walter Ritz, một lý thuyết đòi hỏi phải xây dựng lại điện động lực (và sẽ không ủng hộ sự thành công của lý thuyết Maxwell). Cuối cùng các lý thuyết phát xạ đã bị bác bỏ bởi Willem de Sitter (1913), ông chỉ ra rằng, trong tường hợp hệ hai ngôi sao được nhìn theo cạnh, ánh sáng từ ngôi sao tiến đến gần chúng ta được dự đoán đi nhanh hơn ánh sáng từ ngôi sao đang lùi ra xa chúng ta và vượt qua nó. Nếu khoảng cách là đủ lớn để có thể bắt được tín hiệu nhanh của ngôi sao đang đến gần và vượt qua ánh sáng chậm của ngôi sao mà nó đã phát ra sớm hơn khi nó lùi ra xa, thì ảnh thu được của hệ sao sẽ có dạng dải (scrambled). Tuy nhiên, các quan sát thiên văn ở bước sóng quang học cho thấy giả thiết này không đúng, nhưng khi quan sát ở bước sóng tia X, Brecher (1977) đã chỉ ra là vận tốc của ánh sáng là độc lập với vận tốc của ngôi sao. Những hiệu ứng khác như hiệu ứng Sagnac, các thí nghiệm của Alväger (1964)(đo vận tốc tia gamma phát ra từ meson) cho thấy vận tốc ánh sáng là độc lập với nguồn sáng.

#### Tính tương đối của sự đồng thời
Bằng sự đồng bộ hóa với các tín hiệu ánh sáng, tính tương đối của sự đồng thời lần đầu tiên cũng được chỉ ra một cách đơn giản. Daniel Frost Comstock (1910) đặt một quan sát viên ở giữa hai đồng hồ A và B. Từ quan sát viên này một tín hiệu được gửi đồng thời tới hai đồng hồ này, và trong hệ quy chiếu quán tính của cả A và B chúng bắt đầu chỉ thời gian. Nhưng khi quan sát viên bây giờ chuyển động về phía B, thì đồng hồ B chỉ thời gian trước do quãng đường tới B của ánh sáng lớn hơn so với tới A, do vậy các đồng hồ ở trong hệ quy chiếu của chúng là không đồng bộ với nhau. Tương tự, Einstein (1917) cũng nghĩ ra một mô hình với người quan sát ở giữa hai đồng hồ A và B. Tuy nhiên, ông miêu tả tín hiệu được truyền từ hai đồng hồ tới quan sát viên. Từ vị trí ở xa, trong đó A và B tại vị trí đứng im các tín hiệu được gửi đi một cách đồng thời và quan sát viên "đang tiến đến tia sáng từ đồng hồ B, và đang lùi ra xa so với đồng hồ A. Từ đó quan sát viên sẽ nhìn thấy tia sáng phát ra từ B sớm hơn tia sáng phát ra từ A. Những người ở trên tàu hỏa với hệ quy chiếu gắn với họ sẽ có kết luận là tia sáng từ B phát ra sớm hơn tia sáng từ A."

#### Nguyên lý tương đương
Trong một bài viết tóm tắt quan trọng về nguyên lý tương đối (1908a), Einstein miêu tả thuyết tương đối hẹp như là "sự thống nhất của lý thuyết Lorentz và nguyên lý tương đối", bao gồm giả thiết cơ sở về thời gian cục bộ của Lorentz có thể được miêu tả như là thời gian thực. Ông dẫn ra một hệ quả khác của nguyên lý tương đương khối lượng-năng lượng, rằng hấp dẫn và khối lượng quán tính là tương đương với nhau (nguyên lý tương đương), và vì khối lượng quán tính phụ thuộc vào năng lượng chứa trong nó, điều này cũng ám chỉ đến khối lượng hấp dẫn. Bằng sự kết hợp nguyên lý tương đương và thuyết tương đối hẹp, ông chứng tỏ khi dùng vận tốc ánh sáng để định nghĩa sự đồng thời thì chỉ áp dụng được trong một vùng nhỏ giới hạn mà thôi. Ông cũng kết luận là tia sáng bị bẻ cong trong trường hấp dẫn, và đồng hồ chạy nhanh hơn trong một trường hấp dẫn yếu so với trường hấp dẫn mạnh (in a higher gravitational potential).

### Không thời gian vật lý

#### Không thời gian Minkowski

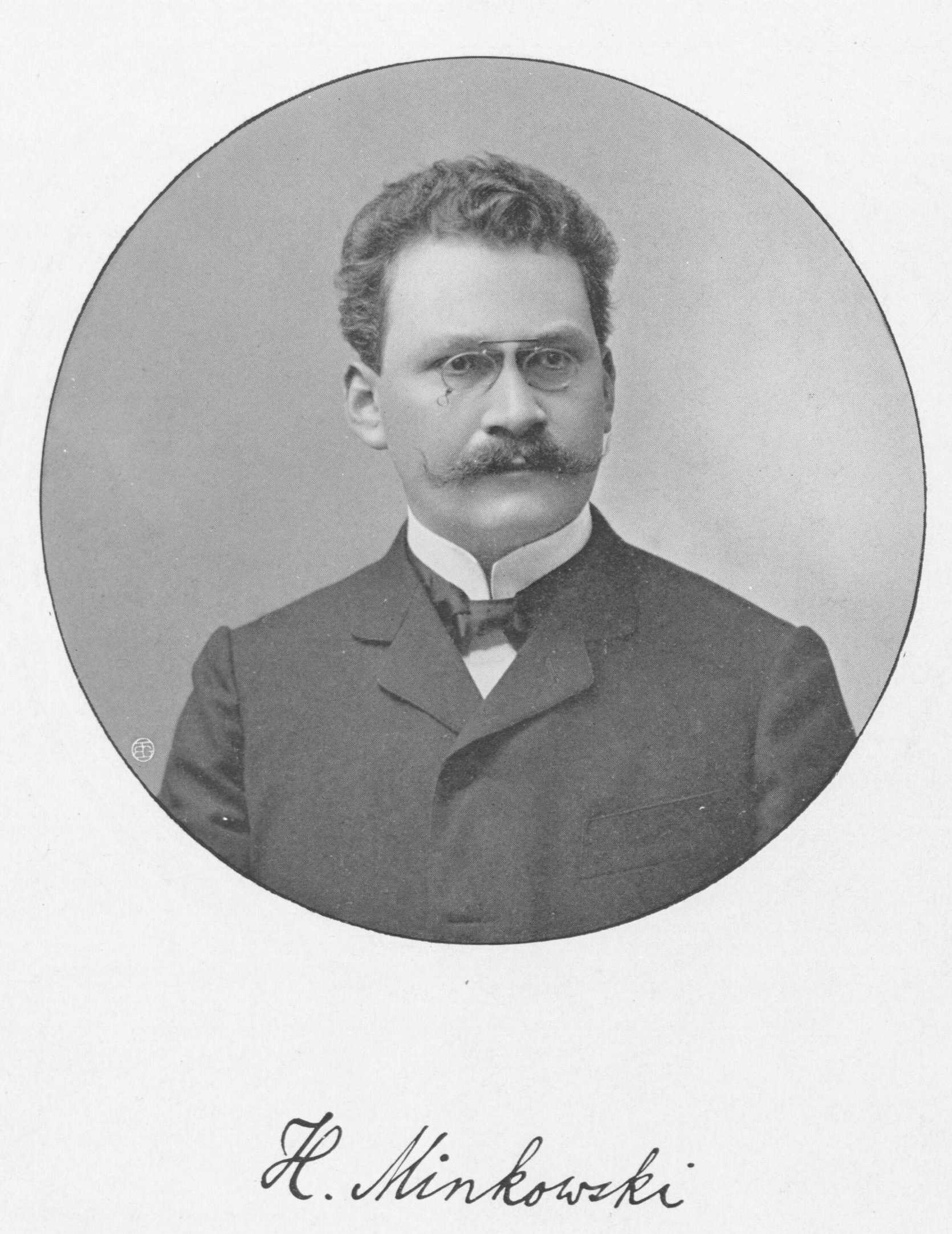
Hermann Minkowski

Poincaré đã từ bỏ những cố gắng của ông trong việc thiết lập một cơ học mới trong không gian bốn chiều, bởi vì theo ông nó quá phức tạp. Hermann Minkowski (1907) đã tiếp tục những nghiên cứu này của Poincaré. Công việc này dựa trên rất nhiều kết quả của nhiều nhà toán học ở thế kỷ thứ 19 như Arthur Cayley (1859) (có những công trình về lý thuyết nhóm, lý thuyết bất biến và hình học chiếu). Sử dụng phương pháp tương tự, Minkowski đã thành công trong việc diễn giải bằng hình học của phép biến đổi Lorentz. Ông đã hoàn thiện khái niệm bốn-vector (four vector); ông là người đầu tiên sử dụng đường thế giới (world line), thời gian riêng (proper time), hiệp biến Lorentz (Lorentz covariance)...; và đặc biệt trong bài giảng năm 1907, ông đưa ra không thời gian Minkowski bốn chiều còn gọi là "đa tạp phi Euclid bốn chiều" để đưa ra dạng bốn chiều của điện động lực học, nó cho phép một cách giải thích rõ ràng hơn và cô đọng hơn của thuyết tương đối hẹp về điện động lực. Giống như Poincaré ông cố gắng xây dựng định luật bất biến Lorentz cho hấp dẫn, nhưng nỗ lực này đã được thay thế bởi nghiên cứu của Einstein về thuyết tương đối tổng quát.
Năm 1907 Minkowski nêu tên bốn người đã có đóng góp để xây dựng nguyên lý tương đối: Lorentz, Einstein, Poincaré và Planck. Trong bài giảng nổi tiếng của ông Space and Time (1908) ông đề cập đến Voigt, Lorentz và Einstein. Minkowski tự ông xem lý thuyết của Einstein như là sự tổng quát của Lorentz và công nhận Einstein cho đóng góp hoàn thiện về tính tương đối của thời gian, nhưng Minkowski cũng phê bình những người đi trước vì họ chưa phát triển hoàn toàn tính tương đối của không gian. Tuy nhiên, nhiều nhà sử học hiện đại về khoa học cho rằng ý kiến của Minkowski là không xác đáng. Bởi vì Minkowski (giống như Wien hay Abraham) giữ quan điểm về thế giới điện từ và rõ ràng không hiểu hoàn toàn về sự khác nhau giữa lý thuyết electron của Lorentz và động lực học của Einstein. Năm 1908, Einstein và Laub thay điện động lực bốn chiều của Minkowski do nó quá phức tạp và đưa ra một dạng "cơ bản hơn", dạng phi bốn chiều của các phương trình cơ sở cho các vật thể chuyển động. Nhưng những nghiên cứu của Minkowski chỉ ra a) thuyết tương đối đặc biệt là đầy đủ và nhất quán, và b) là một lý thuyết cơ sở cho các phát triển xa hơn về tính tương đối. Thậm chí, Einstein (1912) đã chấp nhận sự quan trọng của dạng không thời gian Minkowski và sử dụng nó trong nghiên cứu về các cơ sở của lý thuyết tương đối tổng quát.
Ngày nay thuyết tương đối đặc biệt được xem là một ví dụ của đại số tuyến tính, nhưng ở thời điểm phát triển của nó đại số tuyến tính vẫn còn rất non trẻ. Thời đó chưa có sách đại số tuyến tính nào viết về không gian vector và lý thuyết biến đổi, và khái niệm ma trận của Arthur Cayley chưa được sử dụng rộng rãi. Nhìn lại, chúng ta thấy các phép biến đổi Lorentz là các phép quay hyperbol đơn giản, như Minkowski đã chỉ ra.

#### Khái niệm vector và các hệ đóng
Hình thức luận không-thời gian Minkowski đã được mở rộng và nhanh chóng được chấp nhận. Ví dụ, Arnold Sommerfeld (1910) đã thay khái niệm ma trận Minkowski bằng khái niệm vector đơn giản và sử dụng các thuật ngữ "bốn vector" và "sáu vector". Ông cũng đưa ra công thức lượng giác cho định luật cộng vận tốc tương đối tính, và theo như Sommerfeld, loại bỏ được sự kì lạ của khái niệm đó. Những đóng góp quan trọng khác là của Laue (1911, 1913), ông sử dụng hình thức luận không thời gian để phát minh ra lý thuyết tương đối tính của các vật thể biến dạng được và lý thuyết các hạt cơ bản. Ông mở rộng biểu thức Minkowski đối với quá trình điện từ cho mọi lực có thể và do vậy làm rõ ràng khái niệm tương đương năng lượng-khối lượng. Laue cũng chỉ ra rằng các lực phi điện là cần thiết để đảm bảo các tính chất của phép biến đổi Lorentz là bình thường và cho sự ổn định của vật chất - và "ứng suất Poincaré" là hệ quả tự nhiên của thuyết tương đối do vậy electron là một hệ đóng.

#### Sự giãn thời gian và nghịch lý anh em sinh đôi
Einstein (1907a) đề nghị một phương pháp để xác định hiệu ứng Doppler ngang như là một hệ quả trực tiếp của sự giãn thời gian. Và thực tế, hiệu ứng này đã được Herbert E. Ives and G. R. Stilwell đo được năm 1938.
Lewis and Tolman (1909) miêu tả tính thuận nghịch của sự giãn thời gian bằng sử dụng hai đồng hồ ánh sáng A và B, di chuyển với vận tốc tương đối với nhau. Các đồng hồ có gắn hai gương phẳng song song với nhau và song song với hướng chuyển động. Giữa hai gương một tia sáng được truyền đến và phản xạ lại, và đối với người quan sát đứng im trong cùng hệ quy chiếu với A, chu kỳ của đồng hồ A bằng khoảng cách giữa hai gương chia cho vận tốc ánh sáng. Nhưng nếu anh ta quan sát đồng hồ B, anh ta thấy rằng đường đi tín hiệu của đồng hồ này dài hơn, đường xiên, do vậy đồng hồ B chậm hơn A. Tuy nhiên, đối với người quan sát gắn liền với đồng hồ B thì tình huống hoàn toàn ngược lại: Đồng hồ B chạy nhanh hơn và đồng hồ A chậm hơn. Lorentz (1910-1912) cũng đã thảo luận về tính thuận nghịch của sự giãn thời gian và phân tích "nghịch lý" đồng hồ, mà nó xuất hiện như là hệ quả của tính thuận nghịch giãn thời gian. Lorentz cho thấy sẽ không có nghịch lý nếu trong một hệ thống chỉ có một đồng hồ được sử dụng, trong khi những hệ khác hai đồng hồ là cần thiết. Và vì vậy tính tương đối của sự đồng thời cũng cần phải xét đến.

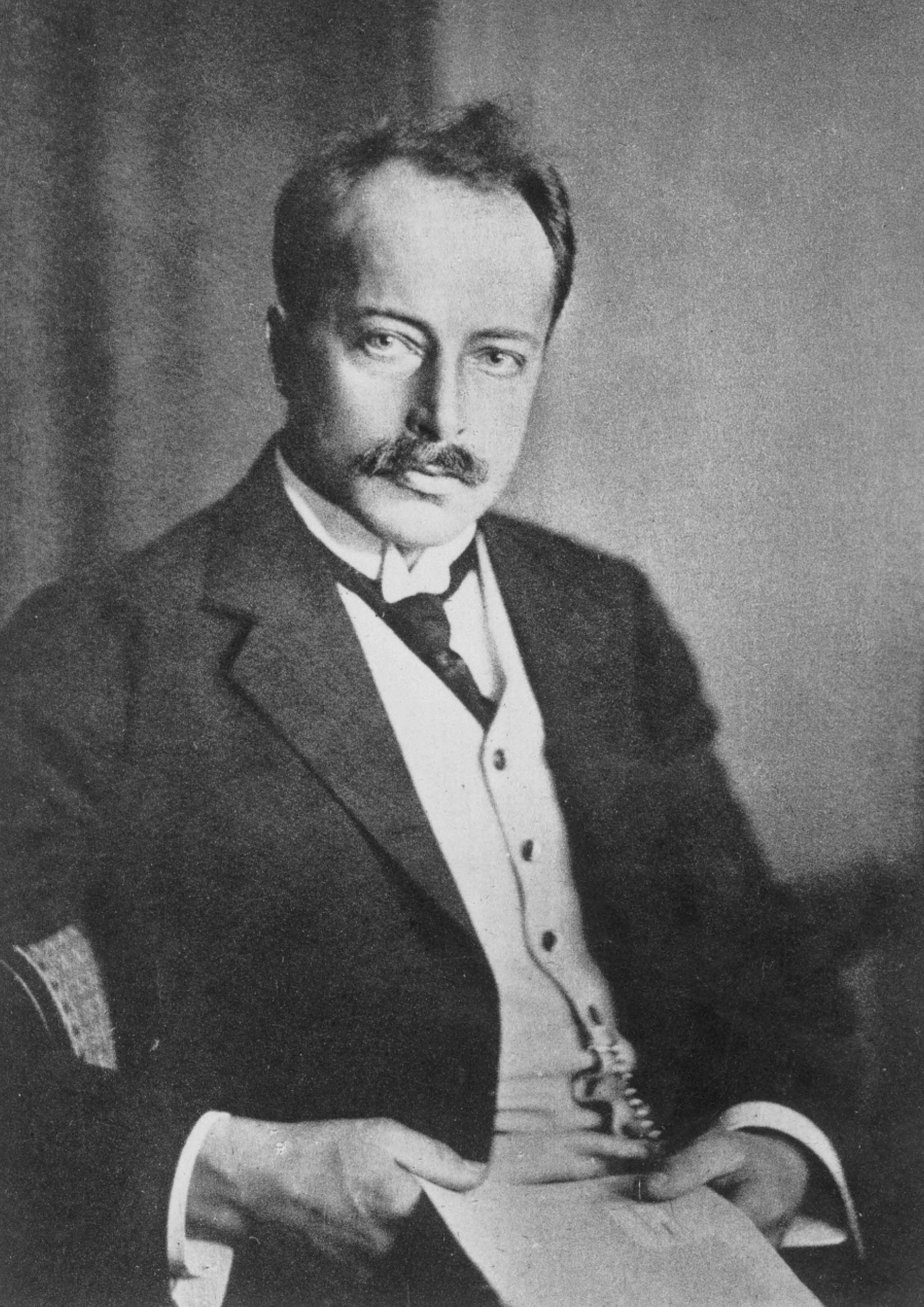
Max von Laue

 Một tình huống tương tự cũng được tạo ra bởi Paul Langevin năm 1911 sau đó gọi là "nghịch lý cặp song sinh", trong đó ông thay các đồng hồ bởi con người (Langevin chưa từng sử dụng từ "sinh đôi" nhưng những miêu tả của ông đều chứa các đặc điểm của nghịch lý). Langevin tháo gỡ nghịch lý bằng ám chỉ rằng một người được gia tốc và thay đổi hướng, do đó Langevin đã chỉ ra sự đối xứng bị phá vỡ và người được gia tốc sẽ trẻ hơn. Tuy nhiên, chính Langevin giải thích điều này là một chỉ dẫn cho thấy sự tồn tại của ête. Dù vậy cách giải thích của Langevin vẫn còn nguyên giá trị cho đến ngày nay, và sự suy luận của ông về ête bị bác bỏ. Laue (1913) chỉ ra là sự gia tốc có thể có mặt với một phần nhỏ bất kỳ trong quan hệ với chuyển động quán tính của hai người song sinh. Và nó trở nên quan trọng hơn khi một người du hành trong hai hệ quy chiếu (chiều đi và chiều về) trong cuộc hành trình của anh ta, trong khi người còn lại chỉ trong một hệ. Laue cũng đã mô tả nghịch lý bằng cách sử dụng biểu đồ Minkowski - ông chứng minh làm thế nào mà đường thế giới (world line) của các vật thể chuyển động tối đa hóa khoảng thời gian riêng giữa hai sự kiện.

#### Các vật rắn và nghịch lý Ehenfest
Einstein (1907b) đã thảo luận về câu hỏi liệu trong vật rắn, cũng như trong các trường hợp khác, vận tốc của thông tin có thể vượt quá được vận tốc ánh sáng hay không. Ông giải thích là thông tin trong những trường hợp cụ thể có thể truyền vào quá khứ, và tính nhân quả bị vi phạm. Từ sự mâu thuẫn này hoàn toàn chống lại thực nghiệm, nên vận tốc siêu ánh sáng là không thể có được. Ông thêm vào là động lực học của vật rắn phải bao gồm lý thuyết tương đối hẹp. Thậm chí, Max Born (1909) đã áp dụng chuyển động có gia tốc và khái niệm vật rắn vào trong thuyết tương đối hẹp. Tuy nhiên, Paul Ehrenfest (1909) chỉ ra là khái niệm của Born đưa đến nghịch lý gọi là nghịch lý Ehrenfest, theo đó chu vi của một đĩa quay bị ngẵn đi do sự co độ dài của bán kính. Nghịch lý này tiếp tục được Gustav Herglotz, Fritz Noête, và Laue xem xét năm 1911. Laue đã nhận ra là khái niệm cổ điển về vật rắn không thể được áp dụng trong thuyết tương đối đặc biệt do một vật "rắn" thường được xem là có vô hạn bậc tự do. Vladimir Varićak cũng thảo luận về sự co độ dài là "thực" hay "ảo", và liệu có sự khác nhau trong sự co động lực học của Lorentz và sự co động học của Einstein. Tuy nhiên, đó chỉ là một tranh luận về từ ngữ, bởi vì Einstein và Wolfgang Pauli cho rằng sự co độ dài động học là "ảo" (hay biểu kiến) đối với người quan sát cùng chuyển động, nhưng là "thật" đối với người quan sát đứng yên và các hệ quả là đo được. Trong khi định nghĩa của Born không áp dụng được cho các vật rắn, nó lại hữu dụng trong việc miêu tả chuyển động của các vật rắn.

#### Phép biến đổi Lorentz mà không cần tiên đề về vận tốc ánh sáng
Đã có những cố gắng để dẫn ra phép biến đổi Lorentz mà không có tiên đề về vận tốc ánh sáng. Ví dụ, Vladimir Ignatowski (1910) đã dùng mục đích này vào a) nguyên lý tương đối b) tính đồng nhất và đẳng hướng của không gian c) yêu cầu của tính thuận nghịch. Philipp Frank và Hermann Rothe (1911) cho thấy những suy diễn này là chưa hoàn thiện và cần phải bổ sung các giả thiết mới. Các tính toán của riêng họ trên cơ sở của các giả sử a) phép biến đổi Lorentz tạo nên một nhóm tuyến tính đồng nhất, b) khi thay đổi hệ quy chiếu chỉ có dấu của vận tốc tương đối là thay đổi, c) sự co độ dài chỉ phụ thuộc duy nhất vào vận tốc tương đối. Tuy nhiên, theo Pauli và Miller những mô hình này chưa đầy đủ để nhận ra bất biến vận tốc trong các phép biến đổi của họ với vận tốc ánh sáng - ví dụ, Ignatowski đã cố gắng để thiết lập lại điện động lực học trong đó có bao gồm vận tốc ánh sáng. Vì thế Pauli và những người khác đều cho rằng các nguyên lý của thuyết tương đối đặc biệt là cần thiết để dẫn ra các phép biến đổi Lorentz. Tuy nhiên, cho tới ngày nay, vẫn có những cố gắng để dẫn ra thuyết tương đối hẹp mà không cần đến tiên đề về vận tốc ánh sáng.

### Dẫn chứng và các nguồn chính
1. ↑  Whittaker (1951), 128ff
2. ↑  Whittaker (1951), 240ff
3. ↑  Whittaker (1951), 306ff; (1953) 51f
4. 1 2  Miller (1981), 46
5. ↑  Miller (1981), 99-100
6. ↑  Whittaker (1951), 319ff
7. ↑  Janssen/Stachel (2004), 20
8. ↑  Whittaker (1951), 107ff
9. ↑  Whittaker (1951), 386f
10. ↑  Janssen/Stachel (2004), 4-15
11. ↑  Whittaker (1951), 390f
12. ↑  Whittaker (1951), 386ff
13. ↑  Janssen/Stachel (2004), 18-19
14. ↑  Janssen/Stachel (2004), 19-20
15. ↑  Miller (1981), 114-115
16. 1 2  Pais (1982), Chap. 6b
17. ↑  Brown (2001)
18. ↑  Miller (1981), 27–29
19. ↑  Janssen (1995), Chap. 3.3
20. ↑  Janssen (1995), Ch. 3.3
21. ↑  Miller (1982)
22. ↑  Zahar (1989)
23. 1 2  Galison (2002)
24. 1 2  Janssen (1995), Ch. 3.1
25. ↑  Macrossan (1986)
26. ↑  Janssen (1995), Ch. 3.4
27. ↑  Miller (1981), 46, 103
28. ↑  Darrigol (2005), 18-21
29. 1 2  Janssen/Stachel (2004), 31-32
30. ↑  Miller (1981), 47-54
31. ↑  Miller (1981), 61-67
32. ↑  Lange (1886)
33. ↑  Giulini (2001), Ch. 4
34. ↑  DiSalle (2002)
35. ↑  Goenner (2008)
36. ↑  Archibald (1914)
37. ↑  Boyce Gibson (1928)
38. ↑  Hentschel (1990), 153f.
39. ↑  Galison (2003)
40. ↑  Katzir (2005), 272-275
41. ↑  Darrigol (2005), 10-11
42. ↑  Galison (2002), Ch. 4 - êteial Time
43. ↑  Darrigol (2000), 369-372
44. ↑  Janssen (1995), Ch. 3.3, 3.4
45. ↑  Miller (1981), Chap. 1, Footnote 57
46. ↑  Miller (1981), 75ff
47. ↑  Katzir (2005), 275-277
48. ↑  Miller (1981), 359-360
49. ↑  Miller (1981), 79-86
50. ↑  Katzir (2005), 280-288
51. 1 2  Walter (2007), Ch. 1
52. ↑  Miller (1981), 216-217
53. ↑  Whittaker (1953), 27-77
54. ↑  Zahar (1989), 149-200
55. ↑  Logunov (2004)
56. ↑  Holton (1973/1988), 196-206
57. 1 2  Miller (1981)
58. ↑  Pais (1982), 126-128
59. ↑  Hentschel (1990), 3-13
60. 1 2  Darrigol (2005), 15-18
61. ↑  Katzir (2005), 286-288
62. ↑  Michael Polanyi, Personal Knowledge: Towards a Post-Critical Philosophy, ISBN 0226672883, footnote page 10-11: Einstein reports, via Dr N Balzas in response to Polanyi's query, that "The Michelson-Morely experiment had no role in the foundation of the theory." and "..the theory of relativity was not founded to explain its outcome at all."
63. ↑  Janssen (1995), Ch. 4
64. ↑  Holton (1988)
65. 1 2  Stachel (1982)
66. ↑  Darrigol (2004), 624
67. ↑  Miller (1981), 86-92
68. 1 2  Born (1956), 193
69. ↑  Darrigol(2000), 18-21
70. ↑  Miller (1981), 334-352
71. ↑  Miller (1981), 88
72. ↑  Miller,334-352
73. ↑  Miller (1981), 329-330
74. ↑  Pauli (1921), 634-636
75. ↑  Darrigol(2004),18-21
76. ↑  Miller (1981), 359-367
77. ↑  Laue (1921), pp. 25 & 146-148
78. ↑  Laue (1921), pp. 25-26 & 204-206
79. ↑  Norton (2004)
80. ↑  Pauli (1921), 549-553
81. ↑  Bjerknes (2002)
82. ↑  Klein (1910)
83. ↑  Miller (1981), Ch. 7.4.6
84. 1 2  Walter (1999b), Ch. 3
85. ↑  Walter (1999a), 49
86. ↑  Miller (1981), Ch. 12.5.8
87. ↑  Janssen/Mecklenburg (2007)
88. ↑  Miller (1981), 245-253
89. ↑  Miller (1981), 257-264
90. ↑  Pauli (1921), 690-691
91. ↑  Pauli (1921), 556-557
92. ↑  Pauli (1921), 555-556
93. ↑  Miller (1981), 218-219

- Abraham, Max (1902), "Dynamik des Electrons" , Nachrichten von der Gesellschaft der Wissenschaften zu Göttingen, Mathematisch-Physikalische Klasse: 20–41

- Abraham, Max (1903), "Prinzipien der Dynamik des Elektrons" , Annalen der Physik, 315 (1): 105–179

- Abraham, Max (1904), "Die Grundhypothesen der Elektronentheorie" , Physikalische Zeitschrift, 5: 576–579

- Alväger, Farley, Kjellmann, Walle (1964), "Test of the second postulate of special relativity in the GeV region", Phys. Rev. Letters, 12 (3): 260–262, doi:10.1016/0031-9163(64)91095-9{{Chú thích}}:  Quản lý CS1: nhiều tên: danh sách tác giả (liên kết)

- Bartoli, Adolfo (1876/1884), "Il calorico raggiante e il secondo principio di termodynamica" (PDF), Nuovo Cimento, 15: 196–202, Bản gốc (PDF) lưu trữ ngày 17 tháng 12 năm 2008, truy cập ngày 3 tháng 3 năm 2010 {{Chú thích}}: Kiểm tra giá trị ngày tháng trong: |year= (trợ giúp)Quản lý CS1: năm (liên kết)

- Borel, Émile (1913), "La théorie de la relativité et la cinématique", Comptes Rendus des séances de l'Académie des Sciences, 156: 215–218

- Borel, Émile (1913), "La cinématique dans la théorie de la relativité", Comptes Rendus des séances de l'Académie des Sciences, 157: 703–705

- Born, Max (1909), "Die Theorie des starren Körpers in der Kinematik des Relativitätsprinzips", Annalen der Physik, 335 (11): 1–56, doi:10.1002/andp.19093351102

- Brecher, Kenneth (1977), "Is the Speed of Light Independent of the Velocity of the Source?", Phys. Rev. Letters, 39 (17): 1051–1054, doi:10.1103/PhysRevLett.39.1051

- Bucherer, A. H. (1903), "Über den Einfluß der Erdbewegung auf die Intensität des Lichtes" , Annalen der Physik, 316 (6): 270–283

- Bucherer, A. H. (1908), "Messungen an Becquerelstrahlen. Die experimentelle Bestätigung der Lorentz-Einsteinschen Theorie" , Physikalische Zeitschrift, 9 (22): 755–762

- Cohn, Emil (1901/1902), "Ueber die Gleichungen des elektromagnetischen Feldes für bewegte Körper;", Annalen der Physik, 312 (1): 29–56, doi:10.1002/andp.19013120103, Bản gốc lưu trữ ngày 5 tháng 12 năm 2008, truy cập ngày 3 tháng 3 năm 2010 {{Chú thích}}: Kiểm tra giá trị ngày tháng trong: |year= (trợ giúp)Quản lý CS1: năm (liên kết). In German, and English in modern notation with additional sources. This paper also includes "Antikritisches zu Hrn. W.Wiens „Differentialgleichungen der Elektrodynamik für bewegte Körper" (1904)

- Cohn, Emil (1904), "Zur Elektrodynamik bewegter Systeme" , Sitzungsberichte der Königlich Preussischen Akademie der Wissenschaften, 1904/2 (40): 1294–1303

- Cohn, Emil (1904), "Zur Elektrodynamik bewegter Systeme II" , Sitzungsberichte der Königlich Preussischen Akademie der Wissenschaften, 1904/2 (43): 1404–1416

- Comstock, Daniel Frost (1910), "The principle of relativity" , Science, 31: 767–772, doi:10.1126/science.31.803.767

- De Sitter, Willem (1913), "A proof of the constancy of the velocity of light" , Proceedings of the Royal Nêtelands Academy of Arts and Sciences, 15 (2): 1297–1298

- De Sitter, Willem (1913), "On the constancy of the velocity of light" , Proceedings of the Royal Nêtelands Academy of Arts and Sciences, 16 (1): 395–396

- Ehrenfest, Paul (1909), "Gleichförmige Rotation starrer Körper und Relativitätstheorie", Physikalische Zeitschrift, 10: 918

- Einstein, Albert (1905a), "Zur Elektrodynamik bewegter Körper" (PDF), Annalen der Physik, 322 (10): 891–921, doi:10.1002/andp.19053221004. See also: English translation.

- Einstein, Albert (1905b), "Ist die Trägheit eines Körpers von seinem Energieinhalt abhängig?" (PDF), Annalen der Physik, 323 (13): 639–643, doi:10.1002/andp.19053231314. See also the English translation.

- Einstein, Albert (1906), "Das Prinzip von der Erhaltung der Schwerpunktsbewegung und die Trägheit der Energie" (PDF), Annalen der Physik, 325 (8): 627–633, doi:10.1002/andp.19063250814

- Einstein, Albert (1907), "Über die vom Relativitätsprinzip geforderte Trägheit der Energie" (PDF), Annalen der Physik, 328 (7): 371–384, doi:10.1002/andp.19073280713

- Einstein, Albert (1908a), "Über das Relativitätsprinzip und die aus demselben gezogenen Folgerungen" (PDF), Jahrbuch der Radioaktivität und Elektronik, 4: 411–462

- Einstein, Albert & Laub, Jakob (1908b), "Über die elektromagnetischen Grundgleichungen für bewegte Körper" (PDF), Annalen der Physik, 331 (8): 532–540, doi:10.1002/andp.19083310806{{Chú thích}}:  Quản lý CS1: nhiều tên: danh sách tác giả (liên kết)

- Einstein, Albert (1909), "The Development of Our Views on the Composition and Essence of Radiation" (PDF), Physikalische Zeitschrift, 10 (22): 817–825

- Einstein, Albert (1912), "Relativität und Gravitation. Erwiderung auf eine Bemerkung von M. Abraham" (PDF), Annalen der Physik, 38: 1059–1064, doi:10.1002/andp.19123431014

- Einstein A. (1916), Relativity: The Special and General Theory, Springer

- Einstein, Albert (1922), Sidelights on relativity, London: Methuen & Co.

- FitzGerald, George Francis (1889), "The ête and the Earth's Atmosphere" , Science, 13: 390, doi:10.1126/science.ns-13.328.390

- Fizeau, Hippolyte (1851), "Sur les hypothèses relatives à l'éther lumineux", Comptes Rendus, 33: 349–355

- Frank, Philipp & Rothe, Hermann (1910), "Über die Transformation der Raum-Zeitkoordinaten von ruhenden auf bewegte Systeme", Annalen der Physik, 339 (5): 825–855, doi:10.1002/andp.19113390502{{Chú thích}}:  Quản lý CS1: nhiều tên: danh sách tác giả (liên kết)

- Fresnel, Augustin (1816), "Sur la diffraction de la lumière", Annales de chimie et de physique, 2: 239–281

- Hasenöhrl, Friedrich (1904), "Zur Theorie der Strahlung in bewegten Körpern" , Annalen der Physik, 320 (12): 344–370

- Hasenöhrl, Friedrich (1905), "Zur Theorie der Strahlung in bewegten Körpern. Berichtigung" , Annalen der Physik, 321 (3): 589–592

- Heaviside, Oliver (1888/1894), "Electromagnetic waves, the propagation of potential, and the electromagnetic effects of a moving charge" , Electrical papers, quyển 2, tr. 490–499 {{Chú thích}}: Kiểm tra giá trị ngày tháng trong: |year= (trợ giúp)Quản lý CS1: năm (liên kết)

- Heaviside, Oliver (1889), "On the Electromagnetic Effects due to the Motion of Electrification through a Dielectric" , Philosophical Magazine, 5, 27 (167): 324–339

- Hertz, Heinrich (1890a), "Über die Grundgleichungen der Elektrodynamik für ruhende Körper" , Annalen der Physik, 276 (8): 577

- Hertz, Heinrich (1890b), "Über die Grundgleichungen der Elektrodynamik für bewegte Körper" , Annalen der Physik, 277 (11): 369–399

- Ignatowsky, Waldemar von (1910), Physikalische Zeitschrift, 11: 172 {{Chú thích}}: |title= trống hay bị thiếu (trợ giúp)

- Kaufmann, Walter (1902), "Die elektromagnetische Masse des Elektrons" , Physikalische Zeitschrift, 4 (1b): 54–56

- Kaufmann, Walter (1905), "Über die Konstitution des Elektrons" , Sitzungsberichte der Königlich Preußische Akademie der Wissenschaften, 45: 949–956

- Kaufmann, Walter (1906), "Über die Konstitution des Elektrons" , Annalen der Physik, 324 (3): 487–553

- Lange, Ludwig (1885), "Ueber die wissenschaftliche Fassung des Galileischen Beharrungsgesetzes", Philosophische Studien, 2: 266–297

- Langevin, Paul (1904/1908), "The Relations of Physics of Electrons to Other Branches of Science" , International Congress of Arts and Science, 7: 121–156 {{Chú thích}}: Kiểm tra giá trị ngày tháng trong: |year= (trợ giúp)Quản lý CS1: năm (liên kết)

- Langevin, Paul (1905), "Sur l'impossibilité physique de mettre en évidence le mouvement de translation de la Terre" , Comptes rendus hebdomadaires des séances de l'Académie des sciences, 140: 1171–1173

- Langevin, Paul (1911), "L'Évolution de l'espace et du temps" , Scientia, 10: 31–54

- Larmor, Joseph (1897), "On a Dynamical Theory of the Electric and Luminiferous Medium, Part 3, Relations with material media" , Philosophical transactions of the Royal society of London, 190: 205–300

- Larmor, Joseph (1900), Aête and Matter , Cambridge University Press

- Laub, Jakob (1907), "Zur Optik der bewegten Körper" , Annalen der Physik, 328 (9): 738–744

- Laue, Max von (1907), "Die Mitführung des Lichtes durch bewegte Körper nach dem Relativitätsprinzip" , Annalen der Physik, 328 (10): 989–990

- Laue, Max von (1911a), Bản mẫu:Internet archive, Braunschweig: Vieweg

- Laue, Max von (1911b), "Zur Diskussion über den starren Körper in der Relativitätstheorie", Physikalische Zeitschrift, 12: 85–87

- Laue, Max von (1913), Das Relativitätsprinzip (ấn bản thứ 2), Braunschweig: Vieweg

- Lewis, Gilbert N. (1908), "A revision of the Fundamental Laws of Matter and Energy" , Philosophical Magazine, 16: 705–717

- Lewis, Gilbert N. & Tolman, Richard C. (1909), "The Principle of Relativity, and Non-Newtonian Mechanics" , Proceedings of the American Academy of Arts and Sciences, 44: 709–726{{Chú thích}}:  Quản lý CS1: nhiều tên: danh sách tác giả (liên kết)

- Lewis, Gilbert N. & Wilson, Edwin B. (1912), "Bản mẫu:Internet archive", Proceedings of the American Academy of Arts and Sciences, 48: 387–507{{Chú thích}}:  Quản lý CS1: nhiều tên: danh sách tác giả (liên kết)

- Lorentz, Hendrik Antoon (1886), "De l'influence du mouvement de la terre sur les phénomènes lumineux", Archives néerlandaises des sciences exactes et naturelles, 21: 103–176

- Lorentz, Hendrik Antoon (1892a), "Bản mẫu:Internet archive", Archives néerlandaises des sciences exactes et naturelles, 25: 363–552

- Lorentz, Hendrik Antoon (1892/1907), "Die relative Bewegung der Erde und des Äthers" , Abhandlungen über Theoretische Physik, Leipzig: B.G. Teubner, tr. 443–447 {{Chú thích}}: Kiểm tra giá trị ngày tháng trong: |year= (trợ giúp)Quản lý CS1: năm (liên kết)

- Lorentz, Hendrik Antoon (1895), Versuch einer Theorie der electrischen und optischen Erscheinungen in bewegten Körpern , Leiden: E.J. Brill

- Lorentz, Hendrik Antoon (1899), "Simplified Theory of Electrical and Optical Phenomena in Moving Systems" , Proceedings of the Royal Nêtelands Academy of Arts and Sciences, 1: 427–442

- Lorentz, Hendrik Antoon (1900), "Considerations on Gravitation" , Proceedings of the Royal Nêtelands Academy of Arts and Sciences, 2: 559–574

- Lorentz, Hendrik Antoon (1904a), "Weiterbildung der Maxwellschen Theorie. Elektronentheorie.", Encyclopädie der mathematischen Wissenschaften, 5 (2): 145–288

- Lorentz, Hendrik Antoon (1904b), "Electromagnetic phenomena in a system moving with any velocity smaller than that of light" , Proceedings of the Royal Nêtelands Academy of Arts and Sciences, 6: 809–831

- Lorentz, Hendrik Antoon (1910/1931), Lecture on theoretical physics, Vol.3, London: MacMillan {{Chú thích}}: Kiểm tra giá trị ngày tháng trong: |year= (trợ giúp)Quản lý CS1: năm (liên kết)

- Lorentz, Hendrik Antoon & Einstein, Albert & Minkowski, Hermann (1913), Bản mẫu:Internet archive, Leipzig & Berlin: B.G. Teubner{{Chú thích}}:  Quản lý CS1: nhiều tên: danh sách tác giả (liên kết)

- Lorentz, Hendrik Antoon (1914), Das Relativitätsprinzip. Drei Vorlesungen gehalten in Teylers Stiftung zu Haarlem , Leipzig and Berlin: B.G. Teubner

- Lorentz, Hendrik Antoon (1914), "La Gravitation", Scientia, 16: 28–59

- Lorentz, Hendrik Antoon (1916), Bản mẫu:Internet archive, Leipzig & Berlin: B.G. Teubner

- Lorentz, Hendrik Antoon (1921), "Deux Memoirs de Henri Poincaré sur la Physique Mathematique", Acta Mathematica, 38: 293–308, doi:10.1007/BF02392073; See Online Bản mẫu:Internet archive, pp. 247–261.

- Lorentz, Hendrik Antoon (1928), "Conference on the Michelson-Morley Experiment", The Astrophysical Journal, 68: 345–351, doi:10.1086/143148

- Mach, Ernst (1883/1912), Die Mechanik in ihrer Entwicklung (PDF), Leipzig: Brockhaus {{Chú thích}}: Kiểm tra giá trị ngày tháng trong: |year= (trợ giúp)Quản lý CS1: năm (liên kết)

- Maxwell, James Clerk (1864), "A Dynamical Theory of the Electromagnetic Field.pdf", Philosophical Transactions of the Royal Society of London, 155: 459–512, doi:10.1098/rstl.1865.0008

- Maxwell, James Clerk (1873), "§ 792", Bản mẫu:Internet archive, quyển 2, London: Macmillan & Co., tr. 391

- Michelson, Albert Abraham (1881), "The Relative Motion of the Earth and the Luminiferous ête" , American Journal of Science, 22: 120–129

- Michelson, Albert Abraham & Morley, Edward Williams (1886), "Influence of Motion of the Medium on the Velocity of Light" , American Journal of Science, 31: 377–386{{Chú thích}}:  Quản lý CS1: nhiều tên: danh sách tác giả (liên kết)

- Michelson, Albert Abraham & Morley, Edward Williams (1887), "On the Relative Motion of the Earth and the Luminiferous ête" , American Journal of Science, 34: 333–345{{Chú thích}}:  Quản lý CS1: nhiều tên: danh sách tác giả (liên kết)

- Michelson, Albert Abraham & Gale, Henry G. (1925), "The Effect of the Earth's Rotation on the Velocity of Light", The Astrophysical Journal, 61: 140–145{{Chú thích}}:  Quản lý CS1: nhiều tên: danh sách tác giả (liên kết)

- Minkowski, Hermann (1907/1915), "Das Relativitätsprinzip" , Annalen der Physik, 352 (15): 927–938 {{Chú thích}}: Kiểm tra giá trị ngày tháng trong: |year= (trợ giúp)Quản lý CS1: năm (liên kết)

- Minkowski, Hermann (1908), "Die Grundgleichungen für die elektromagnetischen Vorgänge in bewegten Körpern" , Nachrichten von der Gesellschaft der Wissenschaften zu Göttingen, Mathematisch-Physikalische Klasse: 53–111

- Minkowski, Hermann (1909), "Raum und Zeit, 80. Versammlung Deutscher Naturforscher (Köln, 1908)" , Physikalische Zeitschrift, 10: 75–88

- Mosengeil, Kurd von (1907), "Theorie der stationären Strahlung in einem gleichförmig bewegten Hohlraum" , Annalen der Physik, 327 (5): 867–904

- Neumann, Carl (1870), Bản mẫu:Internet archive, Leipzig: B.G. Teubner

- Neumann, Günther (1914), "Die träge Masse schnell bewegter Elektronen", Annalen der Physik, 350 (20): 529–579, doi:10.1002/andp.19143502005

- Palagyi, Menyhért (1901), Neue Theorie des Raumes und der Zeit , Leipzig: Wilhelm Engelmann

- Planck, Max (1906a), "Das Prinzip der Relativität und die Grundgleichungen der Mechanik" , Verhandlungen Deutsche Physikalische Gesellschaft, 8: 136–141

- Planck, Max (1906b), "Die Kaufmannschen Messungen der Ablenkbarkeit der β-Strahlen in ihrer Bedeutung für die Dynamik der Elektronen" , Physikalische Zeitschrift, 7: 753–761

- Planck, Max (1907), "Zur Dynamik bewegter Systeme" , Sitzungsberichte der Königlich-Preussischen Akademie der Wissenschaften, Berlin, Erster Halbband (29): 542–570

- Planck, Max (1908), "Bemerkungen zum Prinzip der Aktion und Reaktion in der allgemeinen Dynamik" , Physikalische Zeitschrift, 9 (23): 828–830

- Planck, Max (1910/1915), Eight lectures on theoretical physics, delivered at Columbia University in 1909, New York: Columbia University Press {{Chú thích}}: Kiểm tra giá trị ngày tháng trong: |year= (trợ giúp)Quản lý CS1: năm (liên kết)

- Poincaré, Henri (1889), Théorie mathématique de la lumière, quyển 1, Paris: G. Carré & C. Naud Preface partly reprinted in "Science and Hypothesis", Ch. 12.

- Poincaré, Henri (1895), "A propos de la Théorie de M. Larmor", L'Èclairage électrique, 5: 5–14, Bản gốc lưu trữ ngày 2 tháng 2 năm 2016, truy cập ngày 3 tháng 3 năm 2010. Reprinted in Poincaré, Oeuvres, tome IX, pp. 395–413

- Poincaré, Henri (1898/1913), "The Measure of Time" , The Foundations of Science (The Value of Science), New York: Science Press, tr. 222–234 {{Chú thích}}: Kiểm tra giá trị ngày tháng trong: |year= (trợ giúp)Quản lý CS1: năm (liên kết)

- Poincaré, Henri (1900a), "Les relations entre la physique expérimentale et la physique mathématique", Revue générale des sciences pures et appliquées, 11: 1163–1175. Reprinted in "Science and Hypothesis", Ch. 9-10.

- Poincaré, Henri (1900b), "La théorie de Lorentz et le principe de réaction" , Archives néerlandaises des sciences exactes et naturelles, 5: 252–278. See also the English translation.

- Poincaré, Henri (1901a), "Sur les principes de la mécanique", Bibliothèque du Congrès international de philosophie: 457–494. Reprinted in "Science and Hypothesis", Ch. 6-7.

- Poincaré, Henri (1901b), Bản mẫu:Internet archive, Paris: Gauthier-Villars

- Poincaré, Henri (1902), Bản mẫu:Internet archive, London and Newcastle-on-Cyne (1905): The Walter Scott publishing Co.{{Chú thích}}:  Quản lý CS1: địa điểm (liên kết)

- Poincaré, Henri (1904/6), "The Principles of Mathematical Physics" , Congress of arts and science, universal exposition, St. Louis, 1904, quyển 1, Boston and New York: Houghton, Mifflin and Company, tr. 604–622 {{Chú thích}}: Kiểm tra giá trị ngày tháng trong: |year= (trợ giúp)Quản lý CS1: năm (liên kết)

- Poincaré, Henri (1905b), "Sur la dynamique de l'électron" , Comptes Rendus, 140: 1504–1508. See also the English translation (pp. 241-253).

- Poincaré, Henri (1906), "Sur la dynamique de l'électron" , Rendiconti del Circolo matematico di Palermo, 21: 129–176, doi:10.1007/BF03013466 See also the partial English translation Lưu trữ ngày 2 tháng 9 năm 2014 tại Wayback Machine.

- Poincaré, Henri (1908a), "La dynamique de l'électron", Revue générale des sciences pures et appliquées, 19: 386–402, Bản gốc lưu trữ ngày 2 tháng 9 năm 2014, truy cập ngày 3 tháng 3 năm 2010 Reprinted in Poincaré, Oeuvres, tome IX, S. 551-586 and in "Science and Method" (1908b).

- Poincaré, Henri (1908b/13), "The New Mechanics" , The foundations of science (Science and Method), New York: Science Press, tr. 486–522 {{Chú thích}}: Kiểm tra giá trị ngày tháng trong: |year= (trợ giúp)Quản lý CS1: năm (liên kết)

- Poincaré, Henri (1909), "La Mécanique Nouvelle (Lille, 1909)", Comptes Rendus des Sessions de l'Association Française pour l'Avancement des Sciences, Paris: 38–48

- Poincaré, Henri (1910), "La Mécanique Nouvelle (Göttingen, 1909)", Sechs Vorträge über ausgewählte Gegenstände aus der reinen Mathematik und mathematischen Physik, Leipzig und Berlin: B.G.Teubner, tr. 41–47

- Poincaré, Henri (1911), Die neue Mechanik (Berlin, 1910), Leipzig & Berlin: B.G. Teubner

- Poincaré, Henri (1912), "L'hypothèse des quanta", Revue scientifique, 17: 225–232 Reprinted in Poincaré 1913, Ch. 6.

- Poincaré, Henri (1913), Bản mẫu:Internet archive, New York: Dover Publication (1963)

- Ritz, Walter (1908), "Recherches critiques sur l'Électrodynamique Générale", Annales de Chimie et de Physique, 13: 145–275, see English translation Lưu trữ ngày 14 tháng 12 năm 2009 tại Wayback Machine.

- Robb, Alfred A. (1911), Bản mẫu:Internet archive, Cambridge: W. Heffer

- Sagnac, Georges (1913), "L'éther lumineux démontré par l'effet du vent relatif d'éther dans un interféromètre en rotation uniforme", Comptes Rendus, 157: 708–710

- Sagnac, Georges (1913), "Sur la preuve de la réalité de l'éther lumineux par l'expérience de l'interférographe tournant", Comptes Rendus, 157: 1410–1413

- Searle, George Frederick Charles (1897), "On the Steady Motion of an Electrified Ellipsoid" , Philosophical Magazine, 5, 44 (269): 329–341

- Sommerfeld, Arnold (1910), "Zur Relativitätstheorie I: Vierdimensionale Vektoralgebra", Annalen der Physik, 337 (9): 749–776, doi:10.1002/andp.19103370904

- Sommerfeld, Arnold (1910), "Zur Relativitätstheorie II: Vierdimensionale Vektoranalyis", Annalen der Physik, 338 (14): 649–689, doi:10.1002/andp.19103381402

- Stokes, George Gabriel (1845), "On the Aberration of Light", Philosophical Magazine, 27: 9–15

- Streintz, Heinrich (1883), Bản mẫu:Internet archive, Leipzig: B.G. Teubner

- Thomson, Joseph John (1881), "On the Effects produced by the Motion of Electrified Bodies" , Philosophical Magazine, 5, 11 (68): 229–249

- Tolman, Richard Chase (1912), "The mass of a moving body", Philosophical Magazine, 23: 375–380

- Varičak, Vladimir (1911), "Zum Ehrenfestschen Paradoxon", Physikalische Zeitschrift, 12: 169

- Varičak, Vladimir (1912), "Über die nichteuklidische Interpretation der Relativitätstheorie", Jahresbericht der Deutschen Mathematiker-Vereinigung, 21: 103–127

- Voigt, Woldemar (1887), "Ueber das Doppler'sche Princip" , Nachrichten von der Königl. Gesellschaft der Wissenschaften und der Georg-Augusts-Universität zu Göttingen (2): 41–51

- Wien, Wilhelm (1900), "Über die Möglichkeit einer elektromagnetischen Begründung der Mechanik" , Annalen der Physik, 310 (7): 501–513, doi:10.1002/andp.19013100703

- Wien, Wilhelm (1904a), "Über die Differentialgleichungen der Elektrodynamik für bewegte Körper", Annalen der Physik, 318 (4): 641–662, 663–668, doi:10.1002/andp.18943180402[liên kết hỏng] (In German and English with additional sources)

- Wien, Wilhelm (1904b), "Erwiderung auf die Kritik des Hrn. M. Abraham" , Annalen der Physik, 319 (8): 635–637

### Các nguồn phụ
- Archibald, R.C. (1914), "Time as a fourth dimension", Bull. Amer. Math. Soc., 20: 409–412, doi:10.1090/S0002-9904-1914-02511-X

- Born, Max (1964), Einstein's Theory of Relativity, Dover Publications, ISBN 0486607690

- Born, Max (1956), Physics in my generation, London & New York: Pergamon Press, tr. 189–206

- Brown, Harvey R. (2001), "The origins of length contraction: I. The FitzGerald-Lorentz deformation hypothesis", American Journal of Physics, 69 (10): 1044–1054, doi:10.1119/1.1379733

- Darrigol, Olivier (2000), Electrodynamics from Ampére to Einstein, Oxford: Clarendon Press, ISBN 0198505949

- Darrigol, Olivier (2004), "The Mystery of the Einstein-Poincaré Connection", Isis, 95 (4): 614–626, doi:10.1086/430652

- Darrigol, Olivier (2005), "The Genesis of the theory of relativity" (PDF), Séminaire Poincaré, 1: 1–22

- Robert DiSalle (Summer 2002), "Space and Time: Inertial Frames", trong Edward N. Zalta (biên tập), The Stanford Encyclopedia of Philosophy{{Chú thích}}:  Quản lý CS1: năm (liên kết)

- Einstein, Albert (1989), "The Swiss Years: Writings, 1900-1909", trong Stachel, John (biên tập), The Collected Papers of Albert Einstein, quyển 2, Princeton: Princeton University Press, ISBN 0-691-08526-9

- Galison, Peter (2003), Einstein's Clocks, Poincaré's Maps: Empires of Time, New York: W.W. Norton, ISBN 0393326047

- Giulini, Domenico (2001), "Das Problem der Trägheit" (PDF), Preprint, Max-Planck Institut für Wissenschaftsgeschichte, 190: 11–12, 25–26

- Goenner, Hubert (2008), "On the history of geometrization of space-time", 414. Heraeus-Seminar, arXiv:0811.4529.

- Hentschel, Klaus (1990), Interpretationen und Fehlinterpretationen der speziellen und der allgemeinen Relativitätstheorie durch Zeitgenossen Albert Einsteins, Basel - Boston - Bonn: Birkhäuser, ISBN 3764324384

- Holton, Gerald (1988), Thematic Origins of Scientific Thought: Kepler to Einstein, Harvard University Press, ISBN 0674877470

- Janssen, Michel (1995), A Comparison between Lorentz's ête Theory and Special Relativity in the Light of the Experiments of Trouton and Noble, (thesis)

- Janssen, Michel & Mecklenburg, Matthew (2007), "From classical to relativistic mechanics: Electromagnetic models of the electron", trong V. F. Hendricks (biên tập), Interactions: Mathematics, Physics and Philosophy, Dordrecht: Springer, tr. 65–134{{Chú thích}}:  Quản lý CS1: nhiều tên: danh sách tác giả (liên kết)

- Jannsen, Michel & Stachel, John (2008), The Optics and Electrodynamics of Moving Bodies (PDF){{Chú thích}}:  Quản lý CS1: nhiều tên: danh sách tác giả (liên kết)

- Katzir, Shaul (2005), "Poincaré's Relativistic Physics: Its Origins and Nature", Phys. Perspect., 7: 268–292, doi:10.1007/s00016-004-0234-y

- Keswani, G. H., Kilmister, C. W. (1983), "Intimations Of Relativity: Relativity Before Einstein", Brit. J. Phil. Sci., 34: 343–354, doi:10.1093/bjps/34.4.343, Bản gốc lưu trữ ngày 26 tháng 3 năm 2009, truy cập ngày 28 tháng 2 năm 2010{{Chú thích}}:  Quản lý CS1: nhiều tên: danh sách tác giả (liên kết)

- Klein, Felix (1910/21), "Über die geometrischen Grundlagen der Lorentzgruppe" , Gesammelte mathematische Abhandlungen, 1: 533–552 {{Chú thích}}: Kiểm tra giá trị ngày tháng trong: |year= (trợ giúp)Quản lý CS1: năm (liên kết)

- Lange, Ludwig (1886), Die geschichtliche Entwicklung des Bewegungsbegriffes, Leipzig: Wilhelm Engelmann

- Laue, Max von (1921), Die Relativitätstheorie, Braunschweig: Friedr. Vieweg & Sohn. = 4. Edition of Laue (1911).

- Macrossan, M. N. (1986), "A Note on Relativity Before Einstein", Brit. J. Phil. Sci., 37: 232–234

- Miller, Arthur I. (1981), Albert Einstein's special theory of relativity. Emergence (1905) and early interpretation (1905–1911), Reading: Addison–Wesley, ISBN 0-201-04679-2

- Norton, John D. (2004), "Einstein's Investigations of Galilean Covariant Electrodynamics prior to 1905", Archive for History of Exact Sciences, 59: 45–105, doi:10.1007/s00407-004-0085-6

- Pais, Abraham (1982), Subtle is the Lord: The Science and the Life of Albert Einstein, New York: Oxford University Press, ISBN 0-19-520438-7

- Pauli, Wolfgang (1921), "Die Relativitätstheorie", Encyclopädie der mathematischen Wissenschaften, 5 (2): 539–776

- Schaffner, Kenneth F. (1972), Nineteenth-century aête theories, Oxford: Pergamon Press, tr. 99–117 und 255–273, ISBN 0-08-015674-6

- Sexl, Roman Ulrich & Urbantke, Helmuth Kurt (2001), Relativity, Groups, Particles: Special Relativity and Relativistic Symmetry in Field and Particle Physics, Vienna: Springer, ISBN 9789812564573{{Chú thích}}:  Quản lý CS1: nhiều tên: danh sách tác giả (liên kết)

- Stachel, John (1982), "Einstein and Michelson: the Context of Discovery and Context of Justification", Astronomische Nachrichten, 303: 47–53, doi:10.1002/asna.2103030110

- Stachel, John (2002), Einstein from "B" to "Z", Boston: Birkhäuser, ISBN 0-8176-4143-2

- Staley, Richard (2009), Einstein's generation. The origins of the relativity revolution, Chicago: University of Chicago Press, ISBN 0226770575

- Ungar, Abraham A. (2005), Analytic Hyperbolic Geometry: Mathematical Foundations and Application, World Scientific: New Jersey, ISBN 9812564578

- Walter, Scott (1999a), "Minkowski, mathematicians, and the mathematical theory of relativity", trong H. Goenner, J. Renn, J. Ritter, and T. Sauer (biên tập), Einstein Studies, quyển 7, Birkhäuser, tr. 45–86, Bản gốc lưu trữ ngày 30 tháng 1 năm 2009, truy cập ngày 28 tháng 2 năm 2010{{Chú thích}}:  Quản lý CS1: nhiều tên: danh sách biên tập viên (liên kết)

- Walter, Scott (1999b), "The non-Euclidean style of Minkowskian relativity", trong J. Gray (biên tập), The Symbolic Universe: Geometry and Physics, Oxford University Press, tr. 91–127, Bản gốc lưu trữ ngày 30 tháng 1 năm 2009, truy cập ngày 28 tháng 2 năm 2010

- Walter, Scott (2005), "Henri Poincaré and the theory of relativity", trong Renn, J. (biên tập), Albert Einstein, Chief Engineer of the Universe: 100 Authors for Einstein, quyển 3, Berlin: Wiley-VCH, tr. 162–165, Bản gốc lưu trữ ngày 30 tháng 1 năm 2009, truy cập ngày 28 tháng 2 năm 2010

- Walter, Scott (2007), "Breaking in the 4-vectors: the four-dimensional movement in gravitation, 1905–1910", trong Renn, J. (biên tập), The Genesis of General Relativity, quyển 3, Berlin: Springer, tr. 193–252, Bản gốc lưu trữ ngày 30 tháng 1 năm 2009, truy cập ngày 28 tháng 2 năm 2010

- Warwick, Andrew (2003), Masters of Theory: Cambridge and the Rise of Mathematical Physics, Chicago: University of Chicago Press, ISBN 0226873757

- Whittaker, Edmund Taylor (1910), A History of the theories of aête and electricity (ấn bản thứ 1.), Dublin: Longman, Green and Co.

- Whittaker, Edmund Taylor (1951), A History of the theories of aête and electricity Vol. 1: The classical theories (ấn bản thứ 2.), London: Nelson

- Whittaker, Edmund Taylor (1953), "The relativity theory of Poincaré and Lorentz", A History of the theories of aête and electricity; Vol. 2: The modern theories 1900-1926, London: Nelson, tr. 27–77

- Zahar, Elie (1989), Einstein's Revolution: A Study in Heuristic, Chicago: Open Court Publishing Company, ISBN 0812690672

Non mainstream
- Bjerknes, Christopher Jon (2002), "A Short History of the Concept of Relative Simultaneity in the Special Theory of Relativity", Episteme, 6, Bản gốc lưu trữ ngày 4 tháng 12 năm 2008, truy cập ngày 28 tháng 2 năm 2010

- Logunov, A.A. (2004), Henri Poincaré and relativity theory, Moscow: Nauka, ISBN 5-02-033964-4, arXiv:physics/0408077